# Blackpink
Blackpink (en hangul, 블랙핑크; estilizado como BLΛƆKPIИK o BLACKPINK) es un grupo musical femenino surcoreano formado en 2016 por YG Entertainment. Está conformado por cuatro miembros: Jisoo, Jennie, Rosé y Lisa. 
Blackpink es el primer grupo de k-pop femenino con la posición más alta en Billboard Hot 100 con su sencillo «Ice Cream», canción realizada en colaboración con Selena Gomez, en la decimotercera posición, y en la lista Billboard 200, en el segundo puesto con su primer álbum de larga duración The Album. Son el primer y único grupo femenino de K-Pop en ingresar y encabezar las listas de artistas emergentes de Billboard. También son el primer grupo femenino de k-pop en tener cuatro canciones en la lista World Digital Song Sales. Al mismo tiempo, «Ddu-Du Ddu-Du», tras su lanzamiento, rompió el récord existente como el vídeo musical coreano más visto en YouTube dentro de las primeras 24 horas. El 11 de noviembre de 2019, este mismo alcanzó las mil millones de reproducciones, transformando a Blackpink en el primer grupo de k-pop en lograrlo.

## Historia

### Predebut
El 5 de junio de 2016, YG Entertainment comenzó a revelar imágenes de su nuevo grupo de chicas (anteriormente «PinkPunk») para generar expectativa en el público.
Cada semana se revelaba una integrante, empezando por Jennie, quien colaboró anteriormente con artistas de su misma agencia. El 8 de junio, se reveló a Lisa, la chica misteriosa que sorprendió a muchos con un vídeo de YouTube subido en el canal de la propia agencia. 
El 15 de junio, la foto de Jisoo fue revelada, la miembro mayor del grupo, ya conocida por el público debido a las revistas ilustradas para diversas marcas y apariciones en vídeos musicales, además de un breve papel en el drama coreano The Producers.
El 22 de junio, Rosé se reveló como el último miembro. Fue previamente conocida por su participación en la canción «Without You» de G-Dragon en 2012, llamando la atención por su voz.
Por último, el 29 de junio, YG reveló imágenes con el grupo completo, anteriormente reveladas individualmente, lo que confirma la formación del grupo: Jennie, Jisoo, Lisa, Rosé.
La agencia confirmó fecha de debut del grupo para la última semana de julio, sin embargo, debido a los retrasos del grupo hizo su debut el 8 de agosto.

### 2016: Debut conSquare OneySquare Two

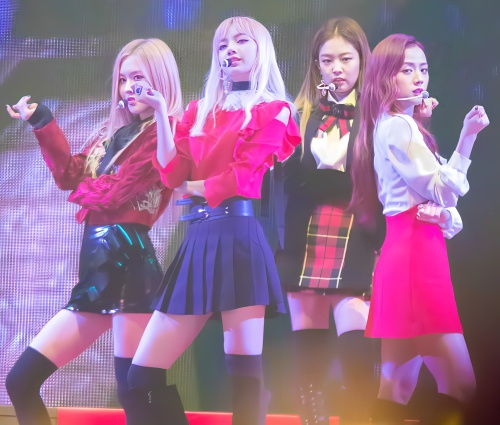
Blackpink en los Melon Music Awards en noviembre de 2016.

Debutaron con el sencillo Square One el 8 de agosto de 2016. La primera canción, titulada «Whistle», fue una «pista hip-hop minimal» y fue producida por Teddy Park y Future Bounce, y escrita por Teddy Park y Bekuh BOOM. La segunda canción titulada «Boombayah», fue producida por Teddy Park y coescrita con Bekuh BOOM. Su vídeo musical fue dirigido por Seo Hyun-seung.
Los sencillos debut de BLACKPINK alcanzaron el número uno en el chart de Billboard World Digital Songs. Fueron el grupo más rápido en hacerlo, y el tercer artista coreano en ocupar las dos primeras posiciones después de PSY y Big Bang. «Whistle» encabezó los charts digitales, de descarga, de streaming y móviles de Gaon en agosto de 2016. También alcanzaron el número uno en las listas semanales, de popularidad, de vídeo musical y de música de K-pop del sitio de música más popular de China QQ Music. La primera aparición del grupo en televisión fue emitida el 14 de agosto de 2016 en el programa Inkigayo de SBS. Su victoria en el programa batió el récord para un grupo femenino que tarda el menor tiempo en ganar en un programa de música tras su debut (14 días). Terminaron sus promociones para Square One el 11 de septiembre de 2016 con otra victoria en Inkigayo.
Blackpink lanzó su segundo álbum sencillo, Square Two, con las pistas principales «Playing with Fire» y «Stay» el 31 de octubre de 2016. Las canciones fueron producidas por Teddy junto a R.Tee y Seo Won Jin. Realizaron su escenario de regreso en Inkigayo de SBS el 6 de noviembre y en M! Countdown de Mnet el 10 de noviembre de 2016. «Playing With Fire» fue su segundo sencillo en llegar al número uno en el chart de Billboard World Digital Songs.

### 2017: «As If It's Your Last» y debut en Japón

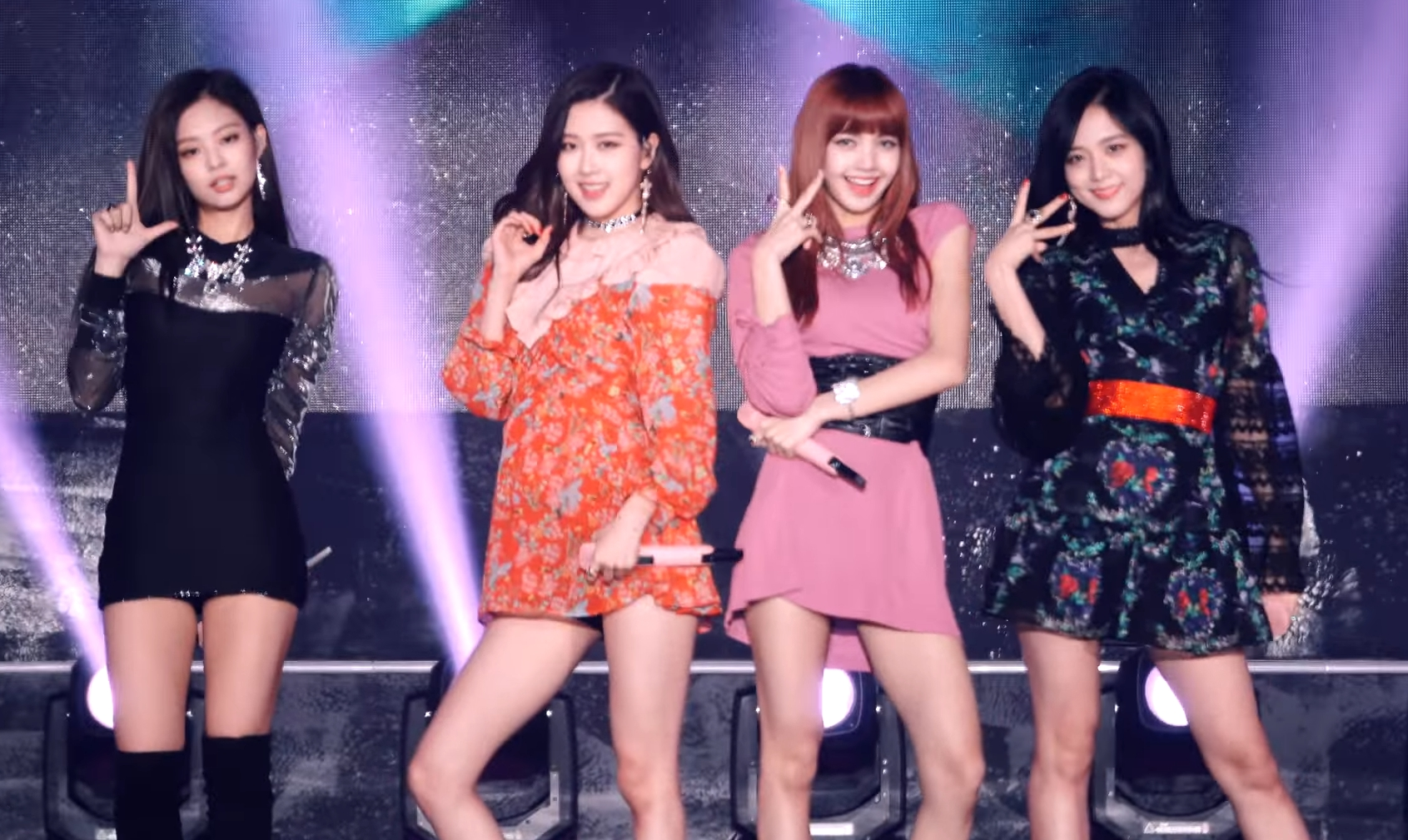
Blackpink interpretando «As If It's Your Last» en el Festival de Música de Corea celebrado en Gocheok Sky Dome, Seúl, el 1 de octubre de 2017.

El 16 de mayo de 2017, se anunció que Blackpink debutaría en Japón en el verano de 2017, con un gran debut el 20 de julio en el Nippon Budokan en Tokio y con el lanzamiento de un miniálbum el 9 de agosto. Un fragmento del vídeo musical para la versión japonesa de «Boombayah» fue emitido en la televisión en Japón el 17 de mayo.
El 22 de junio, Blackpink publicó un nuevo sencillo digital titulado «As If It's Your Last». La canción fue descrita como «una mezcla de house, reggae y moombahton», algo diferente a sus anteriores canciones. Tan solo diecisiete horas después de lanzamiento, el vídeo musical de «As If It's Your Last» alcanzó más de once millones de reproducciones en YouTube, convirtiéndose en el vídeo más rápido en exceder las diez millones de reproducciones por un grupo coreano, rompiendo el récord previamente alcanzado por el grupo BTS con su sencillo «Not Today», con diez millones de reproducciones en veintiún horas. Además, el vídeo musical se convirtió en el segundo vídeo más visto en 24 horas por un acto coreano, con más de trece millones de reproducciones, solo siendo superado por «Gentleman» de PSY. El vídeo musical también alcanzó el millón de likes antes de las 24 horas, por lo que tiene el récord del vídeo musical con más «me gusta» en dicho período por un grupo femenino, superando a Little Mix, quienes previamente poseían este récord con 600.000 likes.
El 13 de julio, Blackpink publicó la versión japonesa de «Boombayah». Además, confirmaron que el 30 de agosto lanzarían su miniálbum debut en japonés, el cual incluiría las versiones de «Boombayah», «Whistle», «Playing with Fire», «Stay» y «As If It's Your Last» en japonés. Durante los siguientes días publicaron las versiones en japonés de dichas canciones.
El 30 de agosto, el grupo finalmente hizo su debut japonés con el lanzamiento del EP, Blackpink. El álbum debutó en el primer lugar del Oricon Album Chart con 39 000 copias físicas vendidas en su primera semana de lanzamiento, ubicando al grupo como el tercer artista musical en ingresar a la lista con un lanzamiento debut.

### 2018:Square Up, gira por Japón, «Solo» de Jennie y primer tour mundial

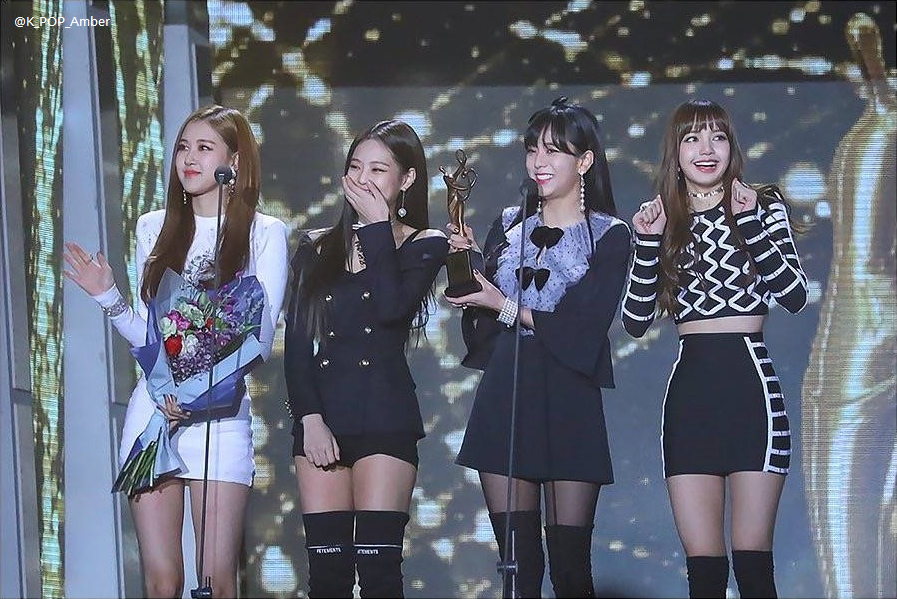
Blackpink en los 27° Seoul Music Awards el 25 de enero del 2018.

En 2018, fue anunciado que el grupo regresaría con una reedición titulada Re:Blackpink. El EP fue lanzado el 28 de marzo y contiene todas las canciones previamente lanzadas en japonés y coreano.
El 15 de junio, el grupo lanzó su primer EP titulado Square Up. El sencillo «Ddu-Du Ddu-Du» debutó en el número 17 de la Official Trending Chart del Reino Unido, convirtiéndose en el primer grupo K-pop femenino en entrar en la lista desde su lanzamiento en 2016. El sencillo también debutó en los Billboard Hot 100 como la canción de mayor éxito de todos los tiempos por un grupo de K-pop femenino, ingresando a la lista en el puesto N.º 55 con 12,4 millones de reproducciones en EE. UU. y 7.000 descargas vendidas en la semana de seguimiento, que terminó el 21 de junio de 2018, según Nielsen Music. El único otro grupo de K-pop femenino con un éxito en los Hot 100 era Wonder Girls con «Nobody» en 2009, canción que debutó y alcanzó su punto máximo en el puesto N.º 76. «Ddu-Du Ddu-Du» también debutó en el puesto N.º 39 de la lista musical Streaming Songs, donde Blackpink se convirtió en el primer grupo femenino de K-pop en conseguir un título. El sencillo también lideró la lista de Billboard, convirtiéndolo en su cuarto primer puesto del grupo en la lista de éxitos. Square Up también trajo al grupo su primera entrada y la más alta puntuación hasta la fecha por un grupo de pop femenino de K-pop en los Billboard 200, debutando en el puesto N.º 40 con 14.000 unidades equivalentes al álbum, superando el récord del grupo 2NE1 en 2014 con su último álbum Crush, que llegó al puesto N.º 61. En Corea del Sur, Square Up debutó en el primer lugar de la lista de álbumes de Gaon. El sencillo «Ddu-Du Ddu-Du» alcanzó el número uno de las listas de éxitos de Digital, Download, Streaming y Mobile de Gaon en su segunda semana, mientras que su otra canción, «Forever Young», también estuvo entre los cinco primeros puestos.
El conteo oficial de YouTube asegura que el vídeo musical de «Ddu-Du Ddu-Du» obtuvo un total de 36,2 millones de reproducciones en las primeras 24 horas después de su lanzamiento y se convirtió en el vídeo en línea más visto en las primeras 24 horas por un acto coreano y en el segundo vídeo musical más visto de todos los tiempos en 24 horas, superando a «Gentleman» de Psy y solo detrás de «Look What You Made Me Do» de Taylor Swift.

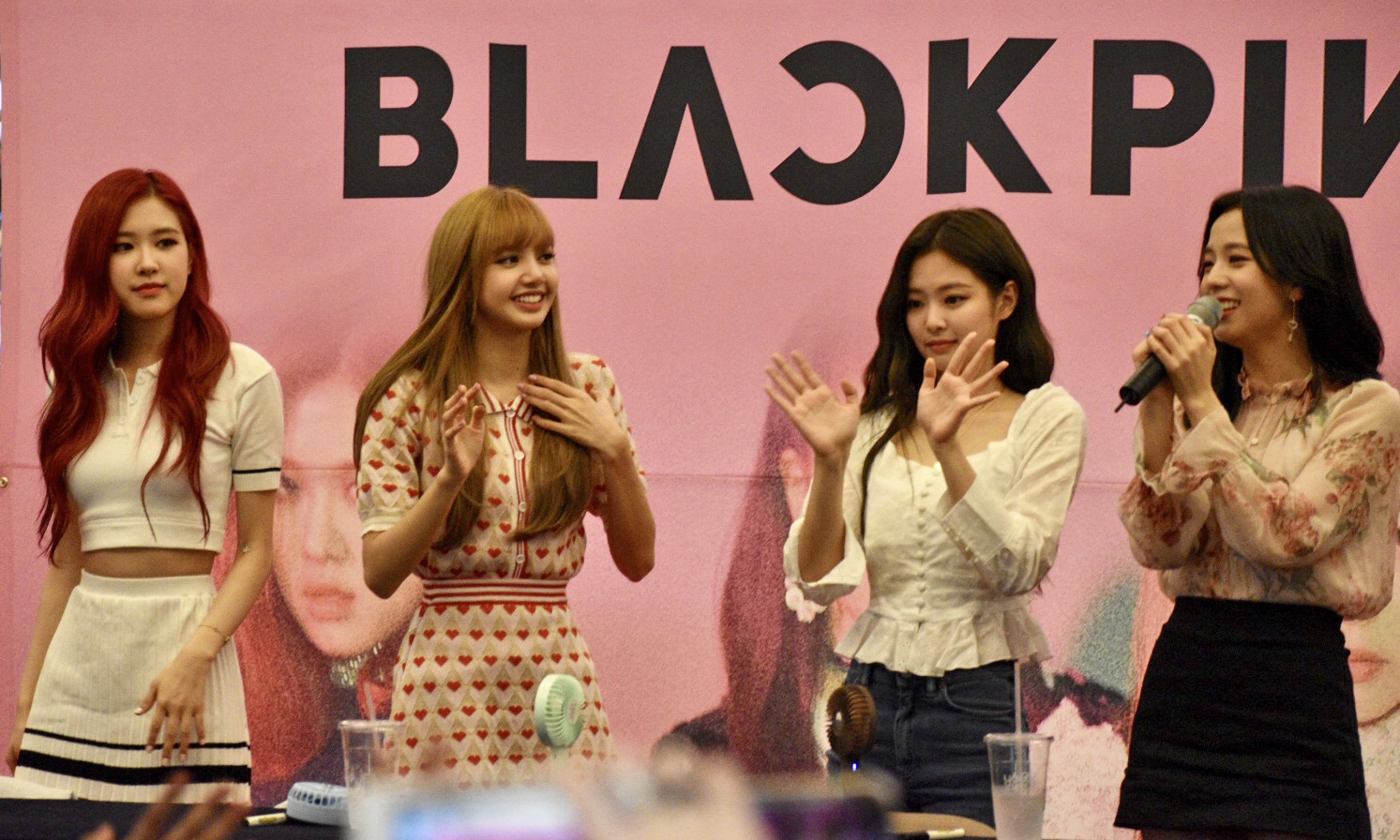
Blackpink asistiendo a un evento de firma de fans para Square Up, celebrado en AK Plaza en Bundang, 24 de junio de 2018.

El 7 de julio, se anunció la última parada de su gira Blackpink Arena Tour 2018, primer tour del grupo, que comenzaría en Osaka el 24 y 25 de julio, para finalizar el 24 de diciembre en el Kyocera Dome Osaka como regalo de Navidad para los fanáticos. La gira contó con más de 120.000 asistentes, entre las ocho presentaciones, y convirtió al grupo en el primer girl group en actuar en un concierto en solitario en el famoso Domo de Japón, tras haber debutado tan solo un año y cuatro meses antes. El 12 de septiembre, se anunció que el grupo celebraría su primer concierto en Seúl titulado Blackpink 2018 Tour (In Your Area) Seoul x BC Card en el Olympic Gymnastics Arena. El concierto dio lugar a la gira mundial Blackpink World Tour (In Your Area), que continuó hasta 2019 y principios de 2020 en América del Norte, Europa, Oceanía y Japón. La gira finalmente se convirtió, hasta hoy, en la gira más taquillera de un grupo femenino surcoreano, tras 36 presentaciones y con casi 500.000 asistentes en total.
El 19 de octubre, la cantante inglesa Dua Lipa lanzó «Kiss and Make Up» junto a Blackpink, una nueva pista para la edición reeditada de su álbum debut homónimo. La canción debutó en el número 93 en el Billboard Hot 100, siendo la segunda entrada de Blackpink en esta lista y convirtiéndola en el único grupo femenino surcoreano en tener, al menos, dos entradas en la lista. La canción también se convirtió en su segunda entrada en el UK Singles Chart del Reino Unido, alcanzando el puesto N.º 36 y siendo su primera entrada entre las 40 primeras posiciones. Fueron el primer grupo femenino coreano y el tercer acto coreano en general en llegar al top 40.
En octubre de 2018, el grupo firmó con Interscope Records en una asociación global con YG Entertainment, siendo representadas por Interscope y Universal Music Group fuera de Asia. En noviembre de 2018, Blackpink anunció fechas de gira adicionales para su tour mundial, que cubrió trece fechas en Asia, de enero a marzo de 2019. Jennie debutó con su sencillo, «Solo», en el concierto en Seúl el 11 de noviembre. Tanto la canción como su vídeo musical oficial fueron lanzados al día siguiente. Luego fue lanzado el primer álbum de estudio japonés del grupo, Blackpink In Your Area, que estuvo disponible digitalmente el 23 de noviembre y físicamente el 5 de diciembre. El álbum incluía versiones japonesas de todos sus lanzamientos anteriores y debutó en el número 9 en la lista de álbumes de Oricon, vendiendo casi 13.000 copias durante su primera semana.

### 2019: Debut en los Estados Unidos,Kill This Lovey éxito en Coachella

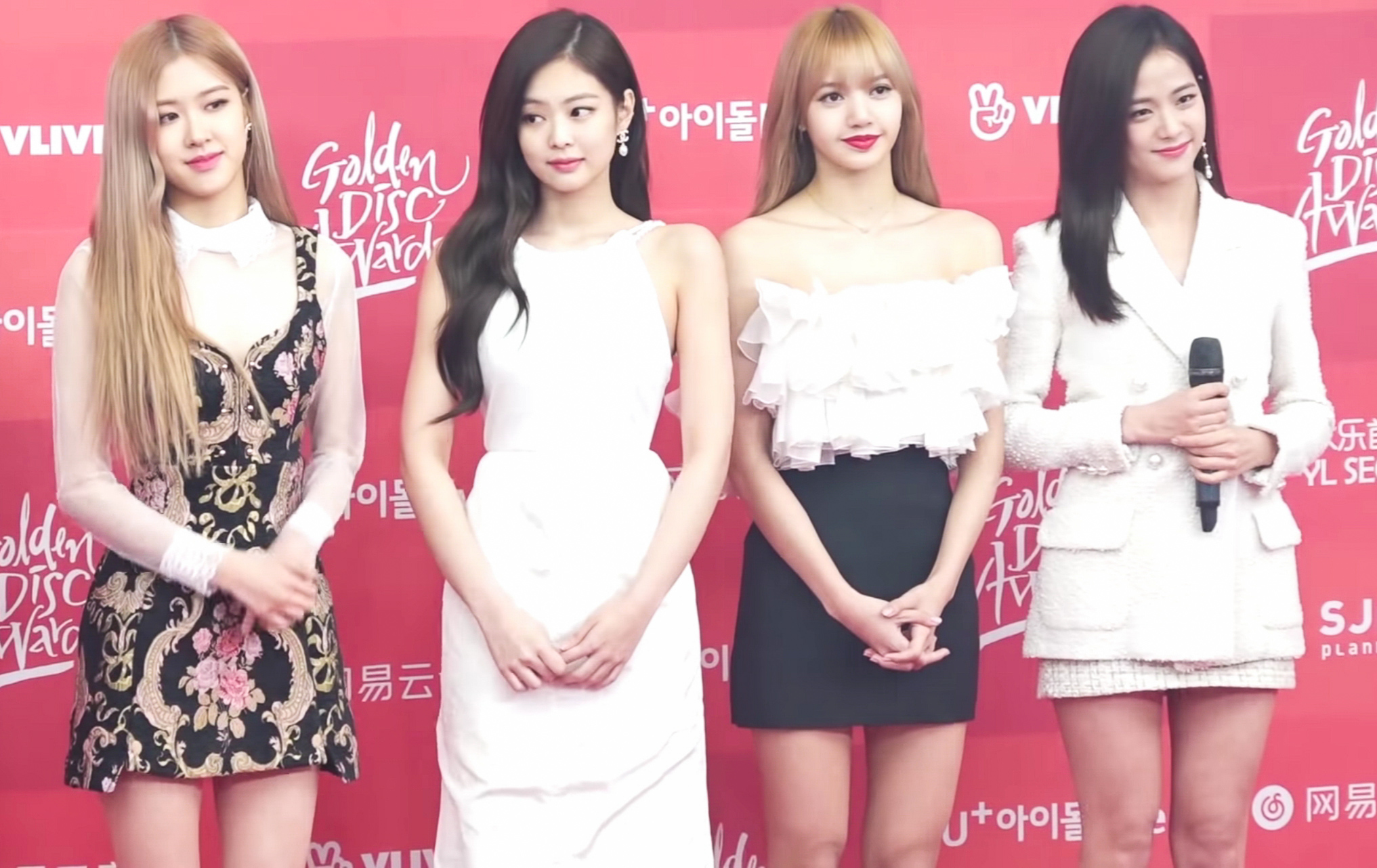
Blackpink en los Golden Disc Awards de 2019.

Blackpink hizo su debut en Estados Unidos en el Grammy Artist Showcase 2019 de Universal Music Group, un evento solo por invitación en el ROW en el centro de Los Ángeles el 9 de febrero de 2019. El grupo apareció en varios programas de televisión estadounidenses después de su presentación debut, incluyendo The Late Show with Stephen Colbert y Good Morning America. En marzo del mismo año, se convirtieron en el primer grupo femenino de k-pop en aparecer en la portada de la revista Billboard.
Su segundo miniálbum, Kill This Love, encabezado por un sencillo homónimo, fue lanzado el 5 de abril de 2019. El álbum debutó en el número 24 en el Billboard 200, mientras que el sencillo principal alcanzó el número 41 en el Billboard Hot 100, convirtiéndose en los lanzamientos con las listas más altas de una actuación femenina coreana en las dos listas principales de Billboard. «Kill This Love» fue incluida en la lista de las 100 mejores canciones de 2019. Además, su videoclip fue el más visto en YouTube en sus primeras 24 horas, con 56,7 millones de visualizaciones. De forma paralela, la canción «Forever Young», lanzada como un lado B de su anterior EP Square Up (2018), superó las 2.5 millones de descargas en diciembre de 2019, lo que la convirtió en la quinta canción del grupo en general y la segunda en lograr una certificación de Platino por descargas de la Asociación de Contenido Musical de Corea (KMCA), después de «Ddu-Du Ddu-Du». El grupo se presentó en el Festival de Música y Artes de Coachella Valley 2019 el 12 y 19 de abril, lo que los convirtió en el primer grupo femenino de k-pop en hacerlo.
El 16 de octubre de 2019, se lanzó al mercado japonés una versión japonesa de «Kill This Love», alcanzando el puesto 17 en la lista de álbumes de Oricon. El grupo se embarcó a Japón para una variedad de actividades promocionales, incluyendo apariciones en programas de televisión de música japonesa, como Music Station de TV Asahi y Love Music de Fuji TV.

### 2020: Colaboraciones,The Albumy primer documental
El 22 de abril, y tras un hiatus de casi un año, se confirmó que el grupo estaría presente en el sexto álbum de estudio de la cantante norteamericana Lady Gaga titulado Chromatica, con la pista titulada «Sour Candy», que fue lanzada como sencillo promocional el 28 de mayo de 2020. En Billboard Hot 100, la canción debutó en el número 33, dándole a Gaga su éxito número 25 en el top 40 y a Blackpink el primero, convirtiéndose en su canción con las listas más altas en los Estados Unidos hasta la fecha, así como la canción con las listas más altas de un grupo femenino de k-pop. En Australia, la canción debutó en el número 8, convirtiéndose en el éxito más alto de Blackpink en ese país. También se convirtió en su primer sencillo entre los veinte primeros en el Reino Unido, debutando en el número 17.
El 18 de mayo, YG Entertainment anunció que el grupo lanzaría un sencillo de prelanzamiento en junio, seguido de un lanzamiento de un sencillo adicional entre julio y agosto, para promocionar su primer álbum coreano de larga duración en septiembre. El 2 de junio, YG Entertainment confirmó que después del lanzamiento del primer álbum de larga duración del grupo, las miembros Rosé, Lisa y Jisoo lanzarían sus proyectos individuales, con el lanzamiento del álbum en solitario de Rosé en primer lugar. Su primer sencillo titulado «How You Like That» debutó en el número 12 en la lista digital de Gaon, con solo 1 día y 16 horas de seguimiento y alcanzó su punto máximo en el número uno en las listas digitales, de descarga y de transmisión de Gaon en su segunda semana. La canción se convirtió en la quinta pista de Blackpink en aparecer en el Billboard Hot 100, alcanzando el puesto N.º 33. Tras casi un mes de promoción y ventas, la canción consiguió, entre otros reconocimientos, batir cinco Record Guinness en YouTube, ganar 12 Perfect All-Kill (PAK) de la música coreana, un disco de diamante por casi 2.000.000 de reproducciones certificadas en China y alcanzar el primer lugar en iTunes en más de 60 países.
En medio de los preparativos del regreso del grupo, YG Entertainment lanzó un prólogo de su nuevo reality show titulado 24/365 with Blackpink, el 13 de junio, antes de su lanzamiento en YouTube. El programa documenta su regreso en 2020 junto con compartir su vida diaria a través del formato vlogs. El 23 de julio, YG Entertainment anunció que el 28 de agosto lanzaría su nuevo sencillo, «Ice Cream», en colaboración con la cantautora estadounidense Selena Gomez. El 28 de julio, la banda anunció que su álbum de estudio, titulado The Album, se lanzaría el 2 de octubre de 2020. El 30 de agosto de 2020, Blackpink se convirtió en el primer grupo femenino de k-pop en ganar un premio en los MTV Video Music Awards, obteniendo el galardón en la categoría de la Canción del Verano por «How You Like That».

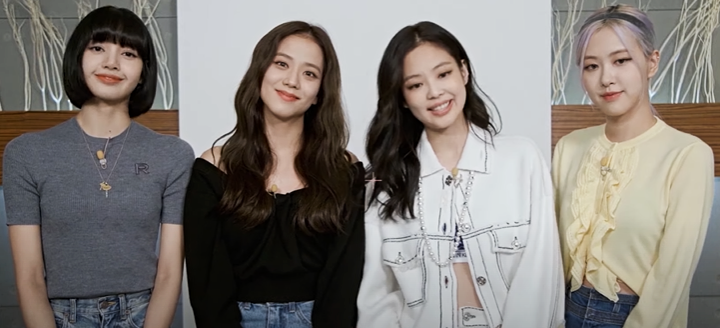
Blackpink en octubre de 2020.

Blackpink lanzó su primer álbum de estudio coreano, The Album, el 2 de octubre de 2020, con «Lovesick Girls» como su tercer y principal sencillo. Antes del estreno exclusivo de su vídeo musical, Blackpink apareció en el nuevo programa musical original de Youtube, Released, siendo su primer artista destacado, que incluyó momentos de «acceso sin filtros» del grupo. The Album alcanzó el puesto número 2 en el Billboard 200 y en la lista UK Albums Chart del Reino Unido, lo que convirtió a Blackpink en el acto femenino coreano con las posiciones más altas en cada una de dichas listas. El álbum también estableció un récord de ventas de álbumes en la primera semana para un grupo femenino de Corea, con 590.000 copias vendidas en solo un día después del lanzamiento del álbum físico. Posteriormente se convirtió en el primer grupo femenino de k-pop en alcanzar la certificación Million Seller con The Album, vendiendo aproximadamente 1,2 millones de copias en menos de un mes después de su lanzamiento.
El 8 de septiembre, Netflix y Blackpink anunciaron el estreno de Blackpink: Light Up the Sky, un documental que fue lanzado el 14 de octubre como un registro de acceso total, que cubre los cuatro años, desde el explosivo debut de Blackpink en 2016, con imágenes de vídeo de sus días de entrenamiento, su hogar, la vida e historias detrás de escena y entrevistas honestas con las miembros.
Blackpink apareció en los programas de Estados Unidos Good Morning America y Jimmy Kimmel Live! el 21 de octubre para promocionar «Lovesick Girls». El lanzamiento exitoso de The Album, junto a su documental de Netflix, sumaron para que Blackpink liderara el ranking Pop Star Power de Bloomberg en el mes de octubre; siendo el primer artista coreano en encabezar este ranking desde su inicio en abril del mismo año.

### 2021: Primer concierto online, proyectos solistas yBlackpink: The Movie
El 2 de diciembre de 2020, Blackpink anunció su colaboración con YouTube Music para su primer concierto en línea en vivo. El evento, denominado The Show, se llevó a cabo el 31 de enero de 2021 a través de dicha plataforma. El concierto fue reprogramado el 27 de diciembre de 2020 debido a las nuevas regulaciones pandémicas del COVID-19 en Corea del Sur, y contó con las primeras presentaciones de varias canciones de The Album, así como de la canción de Rosé, «Gone», de su primer álbum sencillo en solitario titulado -R-. Luego se reveló que más de 280.000 personas compraron una membresía para tener acceso al evento. Seis meses más tarde, el 1 de junio, se anunció el lanzamiento del concierto en formato DVD, con la presentación íntegra e imágenes del backstage, a ser lanzado oficialmente el 18 de junio de 2021.
El 2 de junio de 2021, YG Entertainment anunció de manera sorpresiva a través de las redes sociales el lanzamiento de la versión japonesa de The Album, para la industria de Japón, por parte de YGEX, discográfica colaboradora de YG Entertainment en Japón, e Interscope Records. El disco, considerado el primer álbum larga duración en japonés y el tercer álbum para la industria nipona, es conocido como The Album -JP Ver.-, y contiene las nuevas versiones en japonés de las canciones «How You Like That», «Pretty Savage», «Lovesick Girls» y «You Never Know».

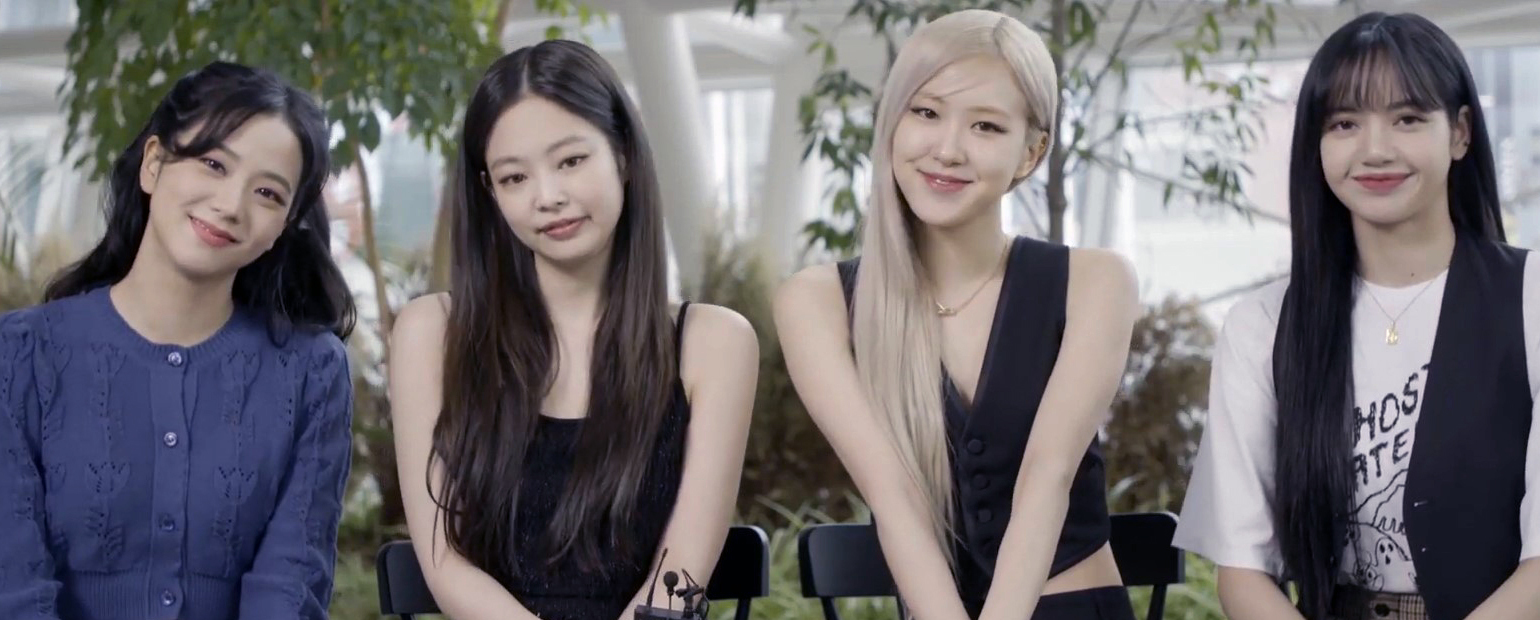
Blackpink en marzo de 2021.

El 15 de junio de 2021, YG Entertainment anunció el comienzo de un nuevo proyecto global, denominado «4+1 Project», que incluiría una serie de actividades por parte del grupo, en conmemoración del quinto aniversario de Blackpink desde su debut. Al día siguiente se anunció el estreno futuro para cines de Blackpink: The Movie, una nueva película documental con material inédito, entrevistas y presentaciones en vivo, programada para el 4 de agosto de 2021. En agosto del mismo año se confirmó que el contenido del proyecto global en su totalidad incluye, junto al lanzamiento de la película, un álbum de fotos exclusivo, la incorporación del grupo a la plataforma web Weverse, la edición 2021 del DVD «Summer Diary» y una tienda expositiva en Seúl denominada «Blackpink Pop-Up», donde se exhibieron los logros del grupo, entre otras actividades, para ser visitada tanto física como virtualmente.
Tras dos semanas desde su estreno, el 17 de agosto de 2021 se anunció que Blackpink: The Movie se convirtió en el estreno de cine de eventos más taquillero de 2021, con un total bruto recaudado de 4,8 millones de dólares en poco menos de 100 territorios, proyectándose en más de 3.400 salas de cine y en formatos especiales como ScreenX, 4DX y 4DX Screen, siendo número 1 en taquilla durante su primera semana en México, N.º 3 en Turquía y N.º 6 en los EE. UU..
El 10 de septiembre de 2021 fue lanzado el primer álbum sencillo como solista de Lisa titulado Lalisa y su sencillo homónimo. Luego de 24 horas tras el anuncio del nuevo álbum, el portal de ventas Ktown4u reportó más de 100.000 copias realizadas como preventas, mientras que en cuatro días, YG Entertainment informó un total de 800.000 pedidos anticipados de su álbum, incluyendo Corea del Sur, Asia, Europa y América del Norte, convirtiéndose en la cifra más alta en preventas para el álbum de un solista de k-pop. La lista musical Hanteo informó que el álbum vendió 330,129 copias en el primer día de su lanzamiento; la versión regular y la versión KiT obtuvieron el primer y segundo lugar, respectivamente, en la lista diaria de álbumes físicos de Hanteo Chart para el 10 de septiembre. Tras la primera semana de ventas, Hanteo informó que Lalisa se había convertido en el álbum más vendido de una solista femenina en la historia de su lista musical, con más de 736,000 copias vendidas. El álbum obtuvo el primer lugar en la lista musical de iTunes en más de 60 países, mientras que en Corea del Sur, debutó en el primer lugar en la lista semanal de álbumes de Gaon Album Chart. El 28 de septiembre, YG Entertainment informó que el álbum sencillo había vendido alrededor de 950.000 copias en todo el mundo.
Aunque el grupo cesó su trabajo en conjunto durante gran parte del 2021 para concentrarse en los lanzamientos musicales en solitario de Rosé y Lisa, llevados a cabo el 12 de marzo y el 10 de septiembre respectivamente, la agrupación se mantuvo al tope de las listas musicales y plataformas de reproducción a nivel global. En Spotify, fue por tercer año consecutivo el grupo femenino más escuchado del año.

### 2022: «Ready For Love»,Born Pinky segunda gira mundial
El 6 de julio del 2022, YG Entertainment anunció que Blackpink estaba en etapa de grabaciones finales para un nuevo álbum, junto con planes de grabar un nuevo vídeo musical a mediados de julio y lanzar la nueva canción en agosto. Asimismo, la empresa también confirmó que el grupo se embarcaría en su segunda gira mundial a fines del año 2022. El 12 de julio de 2022, YG Entertainment anunció sorpresivamente una nueva colaboración del grupo con el videojuego PUBG Mobile, la cual incluyó la realización de un concierto virtual titulado Blackpink: The Virtual, a cargo de avatares en 3D de las miembros de Blackpink al interior del juego, además del lanzamiento de una pista inédita del grupo, para estar disponible entre el 22 y el 31 de julio. La canción, «Ready For Love», fue el primer registro musical del grupo tras dos años y marcó la antesala para el lanzamiento del álbum. Posteriormente se anunció que la canción formaría definitivamente parte de Born Pink.
El 30 de julio se anunció el segundo álbum del grupo, Born Pink, que sería lanzado en septiembre, precedido por el lanzamiento anticipado de la canción titulada «Pink Venom» el 19 de agosto, junto con un evento titulado Light Up The Pink, acompañados además del inicio de la gira mundial en octubre. El 28 de agosto de 2022, Blackpink se presentó en los MTV Video Music Awards 2022, donde interpretó en vivo su sencillo «Pink Venom», convirtiéndose en el primer grupo femenino de K-Pop en actuar en la historia de dicho evento musical, en donde obtuvieron el premio a Mejor interpretación en Metaverso gracias a The Virtual'.

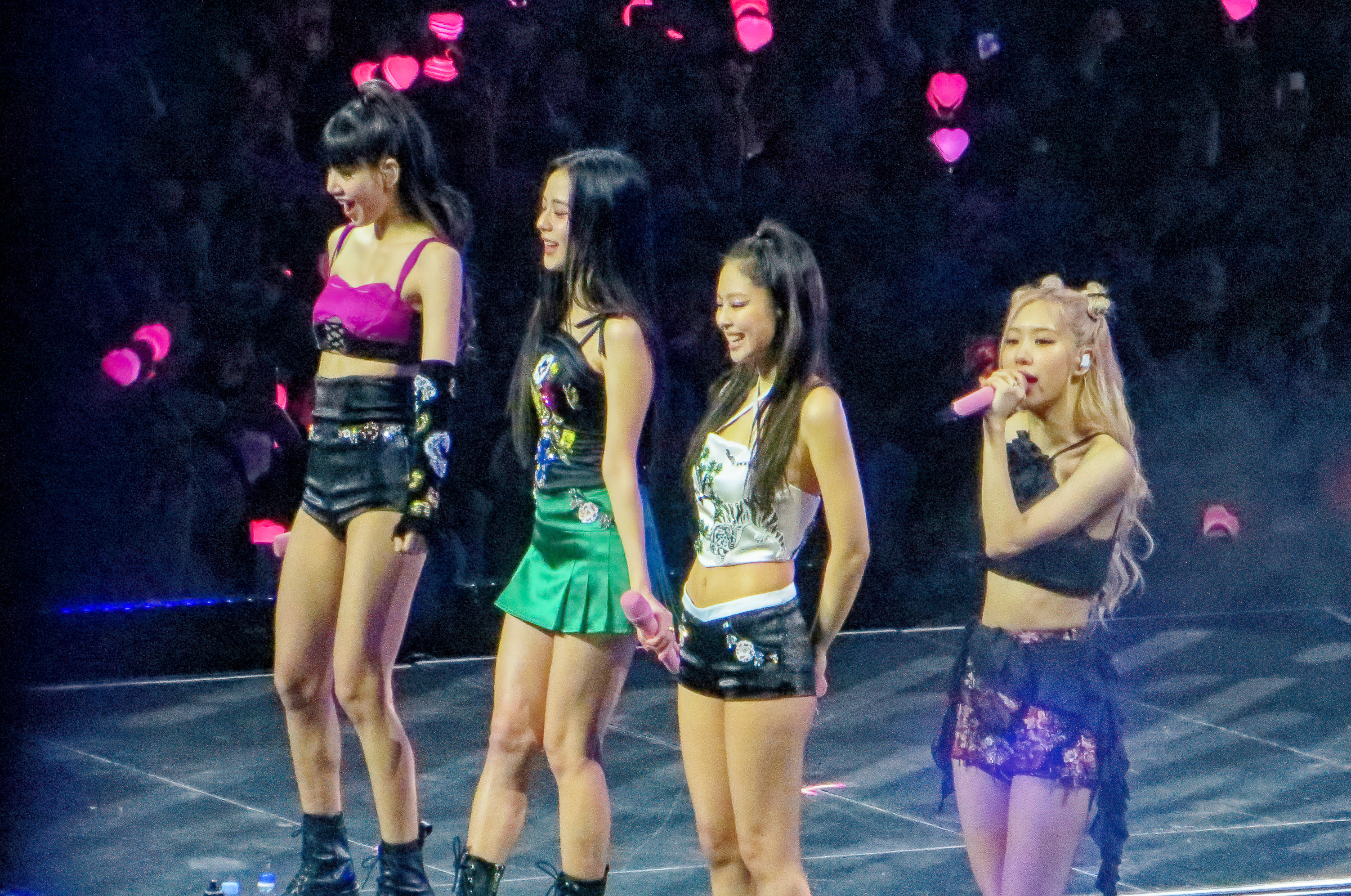
Blackpink interpretando en Londres durante el Born Pink World Tour, 2022.

El 16 de septiembre de 2022 fue lanzado Born Pink, junto con el sencillo «Shut Down». El 17 de septiembre de 2022, Hanteo Chart informó que vendió un total de 1 011 266 copias del álbum solo el 16 de septiembre, lo que lo convirtió en el primer álbum de cualquier artista femenina en la historia de Hanteo en vender más de un millón de copias el primer día de su lanzamiento. Con esto también se convirtieron en el artista con las terceras ventas más altas en el primer día en general. Además, Born Pink logró casi duplicar el récord personal de ventas del primer día de Blackpink de 589 310, establecido por su anterior álbum de larga duración The Album en 2020. Tras el término de su primera semana, Hanteo informó más de 1,54 millones de copias vendidas, rompiendo el récord de las mayores ventas en la primera semana de un grupo femenino de K-pop en la historia. El 22 de septiembre, la Korea Music Content Association a través de Circle Chart, certificó un total de 2 141 281 copias vendidas, que incluyen exportaciones a Norteamérica, Europa y las ventas internas durante tan solo un día y medio desde su lanzamiento.
En los Estados Unidos, Born Pink debutó en el número uno en el Billboard 200 con 102 000 unidades equivalentes a álbum, incluidas 75 500 ventas de álbumes puros, 25 000 ventas equivalentes a transmisiones y 1,500 ventas equivalentes a pistas. Con esto se convirtió en el primer álbum de una artista surcoreana femenina en encabezar la lista y el primer álbum de un grupo femenino en hacerlo desde Welcome to the Dollhouse de Danity Kane en 2008. Con esto, Blackpink alcanzó por primera vez la primera posición de dicha lista, tras lograr ubicarse en el segundo lugar con The Album. Además, el álbum tuvo presencia con todas sus canciones tanto en la lista Billboard Global 200 como en la lista Billboard Global Excl. U.S., posicionando las ocho pistas dentro de las cuarenta mejores ubicaciones, en donde su sencillo «Pink Venom» registró 212,1 millones de transmisiones en todo el mundo en la semana de seguimiento del 19 al 25 de agosto, el segundo total de transmisión semanal más grande en todo el mundo desde el inicio del Global 200 en septiembre de 2020.
En Europa, el álbum se ubicó entre los diez primeros lugares en dieciséis listas musicales. En el Reino Unido, se convirtió en el primer álbum de un grupo femenino de K-Pop en alcanzar el número uno en la lista de álbumes Official Charts Company. Este logro simultáneo, tanto en los EE. UU. como en el Reino Unido no se conseguía desde el año 2001, con el álbum Survivor de Destiny's Child. También debutó en el primer lugar de la lista en Portugal, en la segunda posición en Escocia, mientras que en Alemania, Bélgica, Finlandia, Francia, Lituania y Polonia debutó en la posición número 3 de sus respectivos registros musicales. En Asia, Born Pink debutó en el primer lugar de la lista musical de Circle Album Chart, mientras que en Japón alcanzó la tercera posición en la lista de Oricon Albums Chart y el cuarto lugar en la lista Billboard Japan Hot 100. En Oceanía, el álbum debutó en la segunda posición, tanto en la lista ARIA de Australia como en la RMNZ de Nueva Zelanda. En cuanto a los servicios de transmisión en línea, Born Pink se convirtió en el primer acto de K-Pop en encabezar la lista semanal de Spotify gracias a su sencillo «Shut Down». Desde que se lanzó el álbum, este alcanzó el primer puesto en la lista de álbumes de iTunes en 54 países diferentes y ocupó el primer lugar en la lista de álbumes de Apple Music en 64 países.
El 15 de octubre se dio inicio en Seúl a su segunda gira mundial titulada Born Pink World Tour, con más de 60 presentaciones confirmadas en los cinco continentes. Fueron 26 presentaciones realizadas durante 2022, tanto en EE. UU. y Canadá como en Reino Unido, Alemania, España, Francia, Dinamarca y Países Bajos, que reunieron a 400,000 espectadores aproximadamente, donde destacó la participación de la cantante cubana estadounidense Camila Cabello, quien apareció sorpresivamente en el escenario durante la presentación de Jisoo de su canción «Liar» en el concierto del 19 de noviembre de 2022 en Los Ángeles.

### 2023-presente: Solo de Jisoo, Coachella 2023, cierre de gira y renovación de contrato

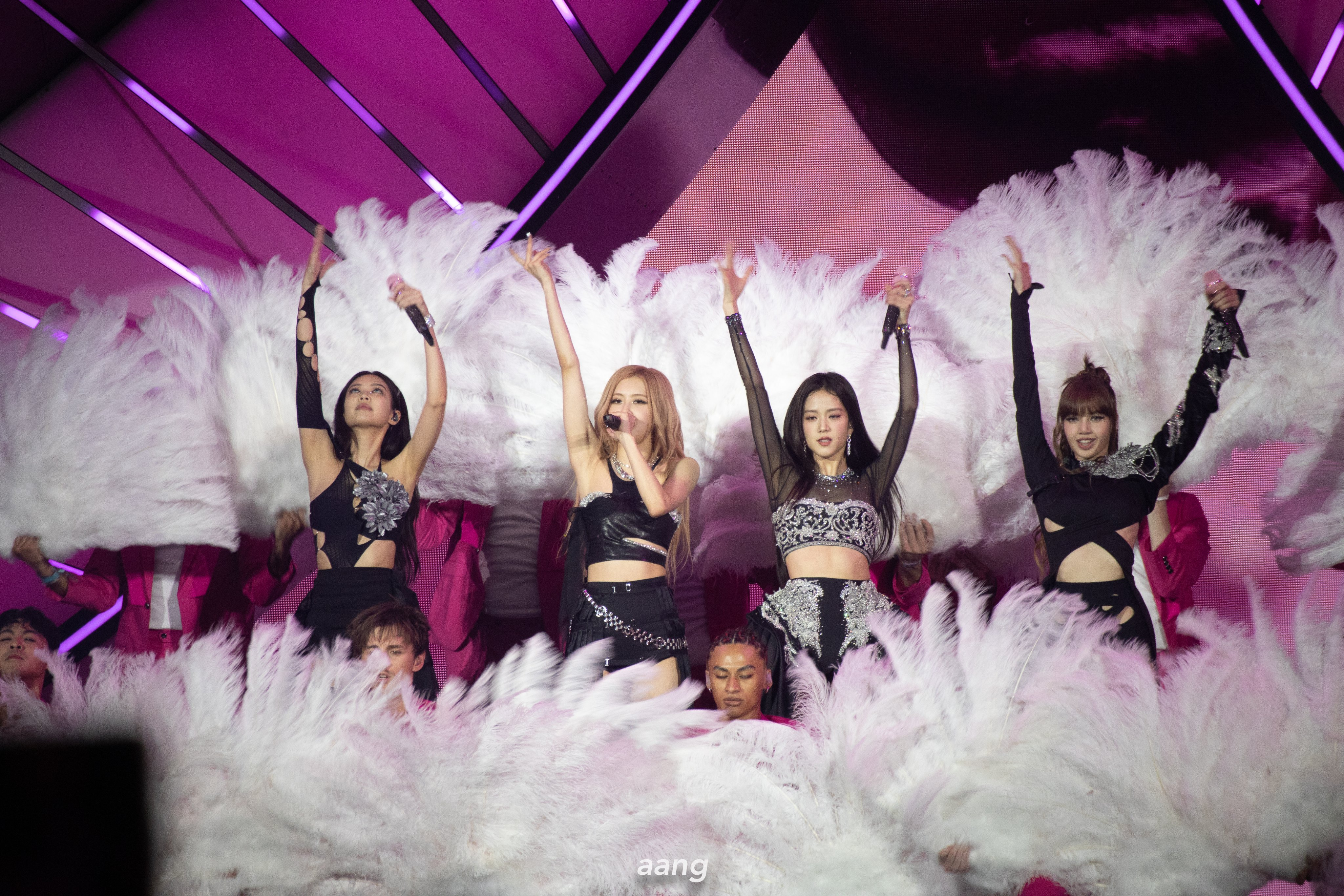
Blackpink interpretando en el Festival de Música Coachella Valley.

El 7 de enero de 2023 continuó la gira mundial en Asia, con presentaciones en Bangkok, Hong Kong, Riad, Abu Dabi, Kuala Lumpur, Yakarta, Kaohsiung y Bulacán, ante más de 450,000 espectadores combinados. El 31 de marzo de 2023 fue lanzado el esperado debut en solitario de Jisoo, con el álbum sencillo titulado Me y su sencillo principal «꽃 (Flower)». El álbum superó los 1,24 millones de pedidos anticipados, siendo este el mayor número de ventas para una artista solista femenina de K-Pop, Hanteo confirmó la venta de 1,021,447 copias certificadas, su sencillo principal encabezó la lista mundial de canciones de iTunes en 57 países, y alcanzó la posición número 38 de la lista Top 40 de UK Singles Chart del Reino Unido, convirtiéndose en la primera artista de K-Pop en lograr tan alta ubicación.
En abril, Blackpink tuvo su segunda participación en el Festival de Música Coachella Valley tras su presentación en 2019, esta vez como cabeza de cartel con shows los días 15 y 22 de abril, siendo el primer acto musical de K-Pop en realizarlo. Su primera presentación contó con más de 150,000 espectadores y 250 millones de personas que siguieron el show en vivo a través de YouTube, convirtiéndose así en el acto más transmitido en la historia del Festival.
El 2 de julio de 2023, se convirtieron en el primer grupo coreano en encabezar el festival British Summer Time Hyde Park en Londres. Blackpink continuó su gira por estadios a partir de julio en Francia y Estados Unidos. Este bis estableció varios récords históricos, incluido convertirlos en el primer grupo femenino coreano en actuar en un estadio en Europa, el primer grupo femenino en actuar en el Allegiant Stadium, el Oracle Park y el Dodger Stadium, y el tercer acto femenino en la historia, después de Beyoncé y Taylor Swift, en agotar las entradas para espectáculos consecutivos en el MetLife Stadium.
El 18 de mayo de 2023, el grupo había anunciado un sencillo promocional titulado «The Girls», que fue lanzado como parte de la banda sonora de su juego móvil, Blackpink: The Game, el 25 de agosto de 2023. Se lanzó junto con una versión física, que debutó en el número uno en la lista de Circle Album Chart con 160,460 copias vendidas en la primera semana, convirtiéndose en el quinto álbum número uno del grupo. En los MTV Video Music Awards 2023, Blackpink recibió el premio a Mejor coreografía por «Pink Venom», además de Grupo del Año, convirtiéndose en el segundo grupo femenino en ganar este último premio desde TLC en 1999. La gira mundial Born Pink World Tour concluyó el 17 de septiembre con dos conciertos finales en Seúl. En total, la gira atrajo a 1,8 millones de asistentes, lo que la convierte en la gira de conciertos más concurrida de un grupo femenino coreano en la historia. La gira ocupó el puesto número diez en la lista de las 40 mejores giras de fin de año de 2023 de Billboard en todo el mundo, liderando el ranking de giras de K-Pop del año. Con una recaudación mundial de 148,3 millones de dólares en 29 espectáculos reportados, rompió el récord de la gira Spiceworld Tour de Spice Girls de 2019, para convertirse en la gira de conciertos más taquillera de todos los tiempos realizada por un grupo femenino.
El 17 de septiembre de 2023, Blackpink llevó a cabo su última presentación en vivo del año en el Gocheok Sky Dome en Seúl. El espectáculo fue el último de la gira BORN PINK, que recorrió América, Europa, Asia y Oceanía 
Con los contratos de Blackpink con YG Entertainment a punto de expirar en agosto de 2023, el sello emitió un comunicado a los medios de Corea del Sur en julio, confirmando que las renovaciones de contrato estaban actualmente en discusión, y luego confirmó con otro comunicado, en noviembre del mismo año, que todavía estaban «negociando con las artistas sus contratos exclusivos». El 15 de noviembre de 2023, Billboard anunció Blackpink: A VR Encore, una versión de la última presentación del grupo en Seúl de su gira, realizado para realidad virtual en asociación con Meta. Producido por Diamond Bros, la filmación de 70 minutos se estrenará en realidad virtual el 26 de diciembre de 2023 en Meta Horizon Worlds. El 5 de diciembre de 2023, YG Entertainment confirmó que las cuatro miembros de Blackpink habían renovado sus contratos para actividades grupales y prometieron un nuevo álbum y una nueva gira mundial.Ya en 2024, se anunció una gira mundial que se llevará a cabo en 2025.

## Imagen pública

### Recepción
Desde su debut, Blackpink se ha convertido en un acto destacado en la industria del k-pop y ha sido descrito como el «grupo femenino más grande del mundo», «la banda de chicas de k-pop más grande del planeta» y «las reinas del k-pop». Han ganado una inmensa popularidad en Corea del Sur, y Forbes Korea Power Celebrity nombró a Blackpink como las celebridades más poderosas de Corea del Sur en el 2019 y la tercera celebridad más poderosa en 2020. Múltiples medios de comunicación internacionales, tales como Forbes, Billboard y The Hollywood Reporter han reconocido la popularidad del grupo y su contribución a la difusión de la Ola Coreana en todo el mundo. Blackpink fue citado por la revista Rolling Stone como una excepción al estereotipo de los actos de k-pop más exitosos en los Estados Unidos, como lo son las boy bands. El grupo también fue acreditado como uno de los dos actos que lideran el crecimiento de la industria de la música coreana por la Federación Internacional de la Industria Fonográfica (IFPI). Además, diversos artistas y personalidades de la música han manifestado públicamente su gusto por Blackpink; a Selena Gomez y Dua Lipa, quienes colaboraron musicalmente junto al grupo, se les sumó Taylor Swift, Lizzo y Diplo como reconocidos fanes del grupo, además de Harry Styles que asistió a su concierto en Los Ángeles en 2019, Ariana Grande, Halsey, James Corden, Kendall Jenner, Pharrell Williams, Jaden Smith y Todrick Hall, entre otros.
Blackpink ha formado parte de diversos listados musicales y fueron el primer grupo de chicas en ser incluidas en la lista Forbes 30 Under 30 de Asia. También fueron incluidas en la lista 100 Next de 2019 de la revista Time, de estrellas en ascenso que están dando forma al futuro en distintas áreas alrededor del mundo, en donde se indicó que «representan una nueva era de actos coreanos que superan las barreras del idioma para escenarios globales», esto tras convertirse en el primer grupo femenino de k-pop en presentarse en el festival de música Coachella. Blackpink fue nombrado por Bloomberg el acto más grande de música en el mundo en el mes de octubre de 2020 en su lista Pop Star Power Ranking, otorgado por primera vez a un acto de Corea.
En julio de 2018 y agosto de 2020, el grupo ocupó el primer lugar entre todos los artistas de Corea del Sur en mejor reputación de marca según los análisis del Instituto de Investigación de Reputación de Corea, lo que los convierte en el único acto femenino en lograrlo.
Blackpink ha acumulado un gran número de seguidores en las redes sociales y las plataformas de transmisión. Se convirtieron en el grupo de música con más suscripciones en YouTube en septiembre de 2019, y en septiembre de 2021, en el artista con más suscriptores, sumando más de 68 millones. Las miembros de Blackpink también son las personas más seguidas en Corea del Sur en Instagram, siendo el primero, segundo, tercero y cuarto lugar para Lisa, Jennie, Jisoo y Rosé, respectivamente. Blackpink se convirtió en el grupo femenino más seguido en Spotify en noviembre de 2019. A enero de 2021, han acumulado más de 17,8 millones de seguidores.
El 11 de enero de 2021, en su discurso de año nuevo, el presidente de Corea del Sur, Moon Jae-in, reconoció a Blackpink como uno de los representantes del país en el mundo, asegurando que «Dan felicidad y esperanza a las personas alrededor del mundo».
En mayo de 2021, la organización internacional sin fines de lucro Gold House incluyó a Blackpink en su lista anual A100, que considera a los asiáticos, asiaticoamericanos e isleños del Pacífico más impactantes en cultura, honrando tanto la excelencia en los logros como la eminencia en el activismo, siendo el único grupo de k-pop en la lista y compartiendo el logro con personalidades como la Vicepresidenta de los EE. UU. Kamala Harris, la directora china ganadora del Oscar Chloé Zhao y el actor Riz Ahmed. Ese mismo mes, un estudio financiero del primer trimestre de grandes empresas surcoreanas determinó que YG Entertainment había experimentado un superávit de beneficio operativo de 9.500 millones de wones gracias al éxito en ventas de Blackpink, estimando que pueden vender entre 2 y 2,5 millones de álbumes por año. Kim Hyun-yong, investigador de Hyundai Motor Securities, indicó que "solo Blackpink les ha permitido a la compañía una ganancia operativa anual de alrededor de 30 mil millones de wones".
En diciembre de 2021, Blackpink ocupó el tercer lugar en los diez mejores cantantes de Corea del Sur para el grupo de edad de menos de 40, según la encuesta de fin de año realizada por la empresa de investigación surcoreana Gallup Korea Research Institute, siendo el grupo femenino mejor posicionado en la lista.
El 14 de enero de 2022, se dio a conocer que, en conmemoración del aniversario N.º 30 de Interscope Records, se llevaría a cabo una exposición pictórica de 50 cuadros de artistas visuales que crearon obras originales inspiradas en canciones y álbumes lanzados por los artistas musicales del sello a lo largo de los años. Esta exposición, llevada a cabo en el Museo de Arte del Condado de Los Ángeles del 30 de enero al 13 de febrero de 2022, presenta, entre otras obras sobre artistas como Lady Gaga, Olivia Rodrigo y Billie Eilish, un cuadro inspirado en The Album de Blackpink titulado "Seeking Hearts", realizado por la pintora estadounidense Jennifer Guidi. «Blackpink ha roto las barreras para las mujeres de muchas maneras y quería honrar eso al acercarme a este proyecto con la idea del poder femenino en mente. Hay un reconocimiento literal de la banda al crear una pintura en negro y rosa, y me atrajo la relación de los dos colores, el amor y el romance entrelazados con la sofisticación y la mística, y su complejidad como un todo», señaló la artista.
El 20 de abril de 2022, el presidente de Corea del Sur Moon Jae-in en una reunión formal realizada en la Casa Azul junto a exministros de Estado como Lee Nak-yeon y Chung Sye-kyun, entre otros, destacó a Blackpink como uno de los representantes de la cultura coreana que es destacada y reconocida por el mundo y los líderes extranjeros, junto a otros actos como la película Parásitos y la serie Squid Game.
El 26 de mayo de 2022, las miembros de Blackpink fueron invitadas a la Embajada del Reino Unido en Corea del Sur a conmemorar el Jubileo de Platino de Isabel II, que celebra el cumpleaños número 96 de la Reina Isabel II del Reino Unido, debido a la estrecha relación con dicho país cuando fueron designadas Embajadoras de la Conferencia de las Naciones Unidas sobre el Cambio Climático de 2021 (COP26) y Defensoras de los Objetivos de Desarrollo Sostenible (ODS).
En junio de 2022, Blackpink se convirtió en el tercer grupo femenino de la historia en ser portada de la revista estadounidense Rolling Stone, tras las apariciones de Spice Girls en 1997 y Destiny's Child el año 2001. Ese mismo mes, la misma revista destacó que, a pesar de llevar dos años hasta esa fecha sin sacar música, sostiene su reinado como el acto musical más seguido en la historia de YouTube, convirtiéndose en el primero en alcanzar los 75 millones de suscriptores en la plataforma. Tres meses después, tras el lanzamiento de su sencillo «Pink Venom», el grupo alcanzó los 80 millones de suscriptores. En diciembre de 2022, la revista Time escogió a Blackpink como el Artista del Año, siendo el primer grupo femenino en la historia en recibir este reconocimiento por parte de la revista estadounidense, mientras que el medio surcoreano Maeil Business Newspaper las denominó como el «Tesoro Nacional», por el exitoso año 2022 del grupo tras el lanzamiento de su álbum Born Pink.
El 25 de enero de 2023, en el marco de la presentación del grupo en el concierto benéfico Le Gala des Pièces Jaunes llevado a cabo en París, Blackpink fue recibido por el Presidente de Francia Emmanuel Macron y la primera dama de Francia, Brigitte Macron, esta última Presidenta de la Fundación Hospital, quien señaló que «Todas las ganancias de la venta de entradas y los fondos recaudados para este concierto se donarán a la Fundación del Hospital Francés. Es muy bienvenido que Blackpink, que tiene una tremenda influencia en todo el mundo, se haya unido a nosotros en un evento tan significativo».
El 30 de octubre de 2023, el medio surcoreano JoyNews 24 publicó una investigación donde participaron más de 200 profesionales de la industria del espectáculo de Corea del Sur para elegir a las personas más poderosas de la industria del entretenimiento del año 2023, ubicando a Blackpink en el séptimo lugar.

### Moda
La influencia de Blackpink más allá de la música, especialmente en Corea del Sur, se extiende también a la moda. Cada miembro ha servido como embajadora global de diferentes marcas de lujo, entre las que destacan: Jisoo para Dior y Cartier, Jennie para Chanel, Rosé para Yves Saint Laurent y Tiffany & Co. y Lisa para Bulgari y Celine. Además, se destacó a Blackpink por llamar la atención internacional con el Hanbok tradicional de Corea del Sur que presentaron en su vídeo musical «How You Like That» y en algunas actuaciones en el escenario. La imagen de Blackpink siempre enfatiza en la moda y la individualidad. Jennie afirmó que la moda «definitivamente nos empodera tanto como la música» en una entrevista con la revista Elle, y Rosé describió su música y la moda como «inseparables». Su moda se ha destacado por combinar tanto en la uniformidad del grupo como los gustos y estilos individuales.
El grupo también ha apoyado y colaborado con otras marcas de alta gama, como las marcas de ropa deportiva Puma y Reebok, las casas de moda de lujo Louis Vuitton y Dior Cosmetics, la marca de cosméticos Moonshot, la marca de bolsos St. Scott London, y el edificio de tiendas por departamento 109 (Shibuya). Blackpink también lanzó mercadería en colaboración con Tokyo Girls Collection para Cecil McBee en Japón.
El 3 de noviembre de 2020, el Grupo Buggati, empresa norteamericana con presencia global de diseño y venta de bolsos y maletas, anunció la firma de una licencia con dos marcas de música, The Rolling Stones y Blackpink, para la creación y distribución de una colección de bolsos, maletas y accesorios.
En enero de 2021, la revista de moda Elle en su edición norteamericana informó que, tras la portada del grupo realizada en octubre de 2020, esta se convirtió en la publicación con más me gusta en los 75 años de historia de la revista, con más de 353.000 clicks.
El 8 de julio de 2021, se hizo pública la colaboración de Blackpink con la cadena internacional de ropa H&M, para el lanzamiento de una colección completa de merchandising en gran parte de todos los continentes donde la tienda tiene presencia, que incluye poleras, polerones, vestidos, faldas y accesorios.
A finales de 2021, la revista Vogue en su edición británica se refirió a "La dominación mundial de la moda de Blackpink" durante el 2021, donde destacó el acto de apertura que realizó Jisoo en el evento de Dior en el Estadio Panathinaikó de Grecia; la presencia de Jennie en el Desfile Primavera/Verano 2022 de Chanel; la asistencia de Rosé a la Met Gala como rostro de Yves Saint Laurent y musa del diseñador Anthony Vaccarello; y las diversas campañas de Lisa para Celine durante el año.
El 28 de agosto de 2022, las miembros de Blackpink se hicieron presentes en los premios MTV Video Music Awards 2022 realizados en Nueva Jersey, marcando tendencia a nivel mundial por los trajes que lucieron Jisoo, Jennie, Rosé y Lisa de Dior, Chanel, Yves Saint Laurent y Celine respectivamente. «Blackpink tiene una gran audiencia global que está influenciada por su estilo. Son el epicentro de la influencia en las tendencias globales», señaló Alessandro Arnault, vicepresidente ejecutivo de Tiffany & Co.. Los analistas también señalaron que las marcas de lujo están disfrutando los efectos de marketing de usar a las miembros de Blackpink como embajadoras. Según Launch Metrics, una compañía global de datos, el valor de impacto mediático (MIV) creado por Jennie en el show de Prêt-à-Porter Otoño/Invierno 2022/23 de Chanel celebrado en el Grand Palais Éphémère de París en marzo de 2022, fue de 3,6 millones de dólares. Además, se estima que el MIV que Jisoo puede lograr al realizar solo una publicación relacionada con Dior en su cuenta personal de Instagram es de 1,74 millones de dólares. En particular, se analiza que Blackpink, como ícono de la Generación MZ (millennials + Generación Z), está haciendo una contribución significativa a las ventas de la Generación 2030.

### Publicidad

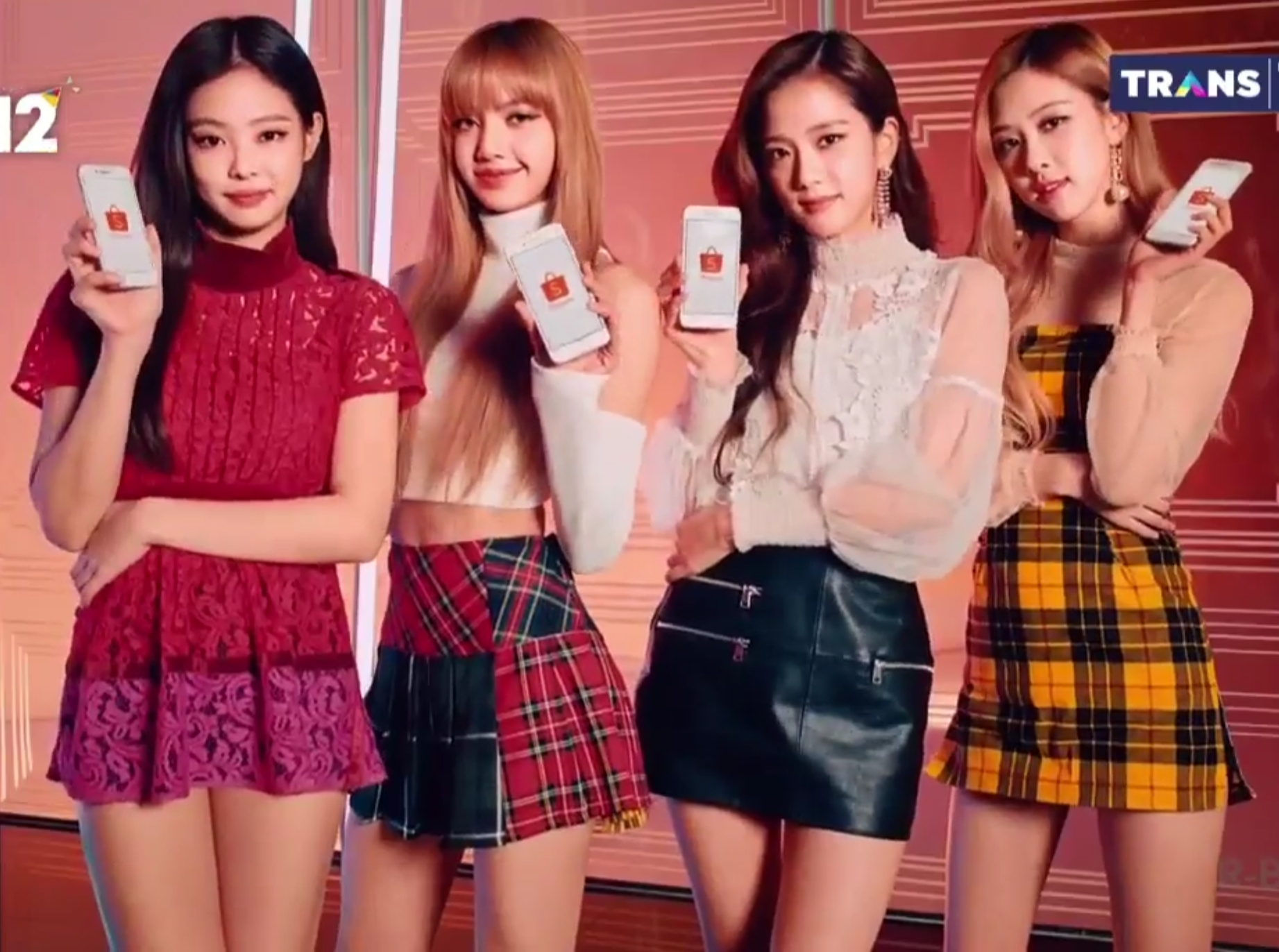
Blackpink en un anuncio de Shopee de 2018.

Blackpink ha adquirido numerosos acuerdos de patrocinio con diversas industrias a lo largo de su carrera. Apenas siete meses después de su debut, el grupo firmó como rostro oficial de LG Mobile Korea para promocionar su nuevo dispositivo LG G6. En mayo de 2017, las miembros se convirtieron en la nueva imagen de la bebida Trevi de la compañía Lotte Chilsung Beverage. Ese mismo mes, Blackpink se convirtió en embajador honorario de la empresa de servicios de aduanas Incheon Main Customs, donde pancartas y vídeos con sus imágenes recibían a los viajeros extranjeros en el Aeropuerto Internacional de Incheon. En abril de 2018, Blackpink comenzó a promocionar para Sprite Korea.
En noviembre de 2018, Blackpink se convirtió en el primer embajador de marca regional para la plataforma de comercio electrónico de Singapur, Shopee, como parte de su asociación con YG Group en el Sudeste Asiático y Taiwán. A comienzos de 2019, el grupo se convirtió en el rostro de Woori Bank.
En enero de 2019, se convirtieron en embajadoras globales del fabricante surcoreano Kia Motors, quienes también se desempeñaron como patrocinadores principales del tour internacional del grupo Blackpink World Tour (In Your Area).
En 2019, Blackpink fue rostro oficial de Samsung para toda Asia, trabajando en colaboración con la empresa en múltiples campañas de promoción de sus productos electrónicos, tales como la promoción de Samsung Galaxy A con la campaña mundial #danceAwesome. En agosto del mismo año, Samsung lanzó una edición especial de Blackpink para el Sudeste Asiático, con un set de promoción que comprendía los dispositivos Samsung Galaxy A80, Samsung Galaxy Watch y los Galaxy Buds. El grupo además presentó el teléfono inteligente Galaxy S10 junto a los audífonos Galaxy Buds en su vídeo musical «Kill This Love». El banco tailandés KBank comenzó su asociación con Blackpink en noviembre de 2019.
En Corea del Sur, Blackpink han sido embajadoras y rostros oficiales de marcas de ropa deportiva como Adidas, del hotel y resort de lujo Paradise City, la marca de lentes de contacto Olens, y la marca de productos de belleza Mise-En-Scène.
Durante el primer semestre de 2020, en América del Norte, Blackpink se asoció con la compañía de juguetes Jazwares para crear una colección de muñecas con trajes de sus vídeos musicales, así como otras líneas de juguetes coleccionables.
En junio de 2020, Blackpink colaboró con ZEPETO, un servicio de avatares 3D de Corea del Sur operado por Naver Z, para ofrecer a los fanáticos personajes correspondientes a cada una de las miembros del grupo, para verlas cantar y bailar, así como tomar fotografías juntos en la aplicación. El evento virtual de firmas de fans de Blackpink en la aplicación fue muy popular entre los fanáticos internacionales, con un servicio que superó los 30 millones de participantes al 11 de septiembre de 2020 y el número de nuevos usuarios aumentó en 300.000 luego del lanzamiento de un vídeo con la coreografía de su sencillo «Ice Cream», grabado junto a la cantante norteamericana Selena Gomez en versión animada.
En septiembre de 2020, Blackpink se convirtió en la imagen oficial de Pepsi para la región de Asia y el Pacífico, incluida la Gran China, Filipinas, Tailandia y Vietnam. En diciembre del mismo año, el grupo se convirtió en el último embajador de la marca de la compañía de telecomunicaciones de Filipinas, Globe Telecom.
En mayo de 2021, se anunció que la compañía multinacional de dónuts Krispy Kreme lanzaría la serie titulada Love Sweet, consistente en una edición limitada de dónuts de color negro y rosa inspirada en Blackpink, en una campaña asociada a la bebida Pepsi, de la cual el grupo es embajador.
El 8 de julio de 2021, se anunció la alianza entre el grupo y la cadena de cafeterías Starbucks en Tailandia, con la venta de productos con la marca Blackpink, entre los que incluyen vasos, tazones, accesorios, entre otros.
El 19 de julio de 2021, se dio a conocer la alianza estratégica entre Blackpink y la institución financiera surcoreana BC Card, con el lanzamiento de tarjetas de crédito con las imágenes de las miembros del grupo, con lo que se convierte en la primera colaboración entre una compañía de tarjetas de crédito y alguna celebridad del k-pop. La Tarjeta de Crédito Blackpink ofrece beneficios a los fanáticos, como descuentos en compra de álbumes, suscripciones a servicios de transmisión, reserva de boletos para conciertos, servicios de compras y estilo de vida, belleza, transporte público y entregas. «Hemos elegido a Blackpink porque todas las miembros son embajadoras de marcas de lujo e íconos de la moda. Influyen en las generaciones más jóvenes no solo en el consumo relacionado con la cultura K-pop, sino también en la moda», señaló un funcionario de BC Card.
Como parte del proyecto global denominado "4+1 Project", que incluyó una serie de actividades por parte del grupo en conmemoración de su quinto aniversario, YG Entertainment realizó el lanzamiento de una tienda de exposición denominada "Blackpink Pop-Up", ubicada en Hapjeong-dong, al oeste de Seúl, frente a la sede de la casa discográfica, en donde se exhibieron los logros del grupo durante su carrera y una serie de eventos, tanto de manera presencial como mediante en línea, para los fanáticos de todo el mundo, la que estuvo disponible desde el 21 hasta el 30 de agosto de 2021.
En octubre de 2021, las miembros de Blackpink protagonizaron la nueva campaña de Adidas denominada «Open Forum», sobre el lanzamiento de una nueva versión de las clásicas zapatillas de la marca, con nuevos colores, estilos y tamaños, que incluyó publicidad audiovisual, comerciales de televisión y gráficas alrededor de todo el mundo.
El 7 de diciembre de 2021, YG Entertainment anunció la colaboración del grupo con la compañía de accesorios telefónicos Casetify, mediante el lanzamiento de una colección especial de accesorios para teléfonos móviles, que incluye fundas personalizadas para los diseños Impact para dispositivos Iphone y celulares Samsung seleccionados, además de estuches para fotomatón, bandoleras, estuches para AirPods, correas para Apple Watch, billeteras MagSafe, estuches para Nintendo Switch, entre otros accesorios. Mientras que una nueva colaboración con la misma marca fue lanzada el 11 de octubre de 2022, donde se presentó seis diseños diferentes del grupo, que incluyen un estuche con espejo inspirado en el sencillo «Pink Venom» y estuches para notas con autógrafos preimpresos de Jisoo, Jennie, Rosé y Lisa, además de libros de notas personalizables con algún mensaje propio.
En noviembre de 2022 se anunció de manera oficial la colaboración entre el grupo y las galletas Oreo, propiedad de la compañía estadounidense Nabisco, consistente en un paquete personalizado color rosa con una corona, incluyendo una tarjeta coleccionable de alguna de las cuatro integrantes, siendo diez diferentes formatos, grupales e individuales. En mayo de 2023, el grupo protagonizó una nueva campaña para Adidas Originals titulada 'Home of Classics', donde promocionaron las líneas de zapatillas deportivas Forum y Superstar.

### Videojuegos

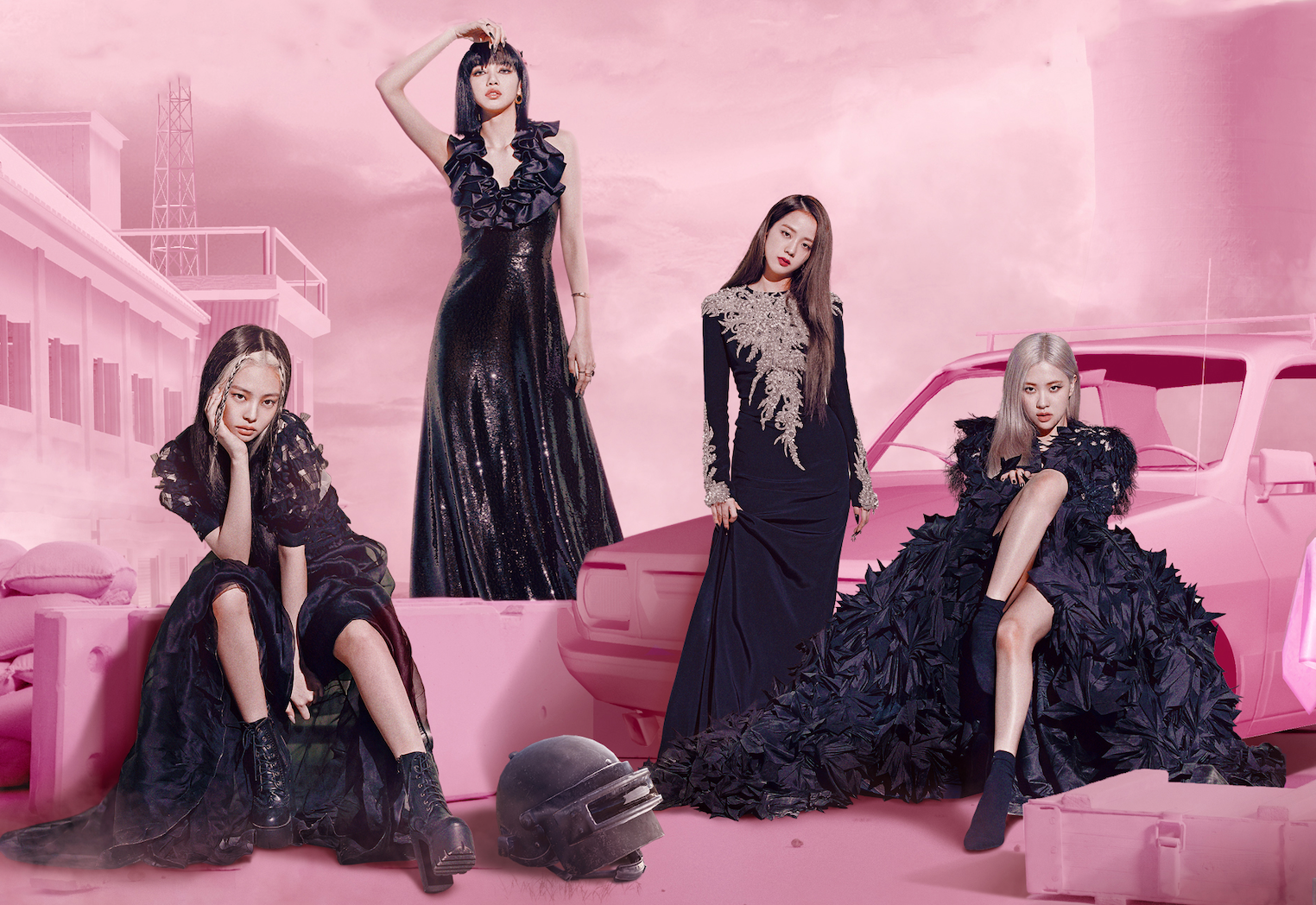
Blackpink en una promoción para el videojuego PUBG Mobile en 2020.

En abril de 2017 fue lanzado al mercado BeatEVO YG, un juego de ritmo para teléfonos móviles en el cual figuraban todos los artistas de YG Entertainment. En octubre de 2020, la compañía firmó con DalcomSoft para lanzar un nuevo juego de ritmo bajo la saga SuperStar, titulado SuperStar YG. Blackpink publicó un vídeo para invitar a los fanáticos a registrarse en el videojuego.
En septiembre de 2020, el grupo se asoció con el popular juego de battle royale PUBG Mobile, juego en línea creado por Tencent Games, para lanzar contenido colaborativo dentro del mismo, eventos para los fans, y la incorporación de su canción «How You Like That» en el vestíbulo del juego.
El grupo también forma parte de varias ediciones del popular juego de baile Just Dance, aportando con sus principales canciones: «Ddu-Du Ddu-Du» para Just Dance 2019, «Kill This Love» para Just Dance 2020, «Ice Cream» para Just Dance 2021 y «Boombayah» para Just Dance 2022.
En conmemoración del lanzamiento de la versión japonesa del primer álbum larga duración The Album en junio de 2021, YG Entertainment en conjunto con Krunk, personaje de la misma compañía, lanzó un sitio web temático de realidad virtual con contenidos de Blackpink, juegos en línea, tienda virtual, secciones especiales para fans, entre otros.
En el marco de la conmemoración del quinto aniversario de Blackpink, el 4 de agosto de 2021 se anunció una nueva colaboración del grupo junto al juego en línea PUBG Mobile, que incluye mapas temáticos, nuevos elementos, herramientas, cupones, entre otras cosas. Dos días después, el 6 de agosto de 2021, fue lanzada de manera oficial la "Isla In Your Area" dentro del videojuego Animal Crossing: New Horizons para la plataforma Nintendo Switch, una nueva actualización del juego que ofrece un espacio temático de la banda con referencias al grupo, espacios para escuchar su música, vestuarios de las miembros, entre otra gran cantidad de elementos.
El 4 de abril de 2023, TakeOne Company anunció el lanzamiento a nivel mundial del primer juego móvil oficial del grupo titulado 'BLACKPINK The Game' (BPTG), para ser publicado durante el segundo trimestre del 2023, que trata sobre la visión del mundo del grupo y en donde los usuarios se convierten en productores de Blackpink en el mundo del multiverso y hacen crecer a las miembros. El juego incluye rompecabezas usando tarjetas fotográficas, entrenamiento de miembros y simulación de edificio de oficinas y comunicación con usuarios de todo el mundo con un estilo propio de avatar de Blackpink, entre otra funciones.

## Filantropía y activismo

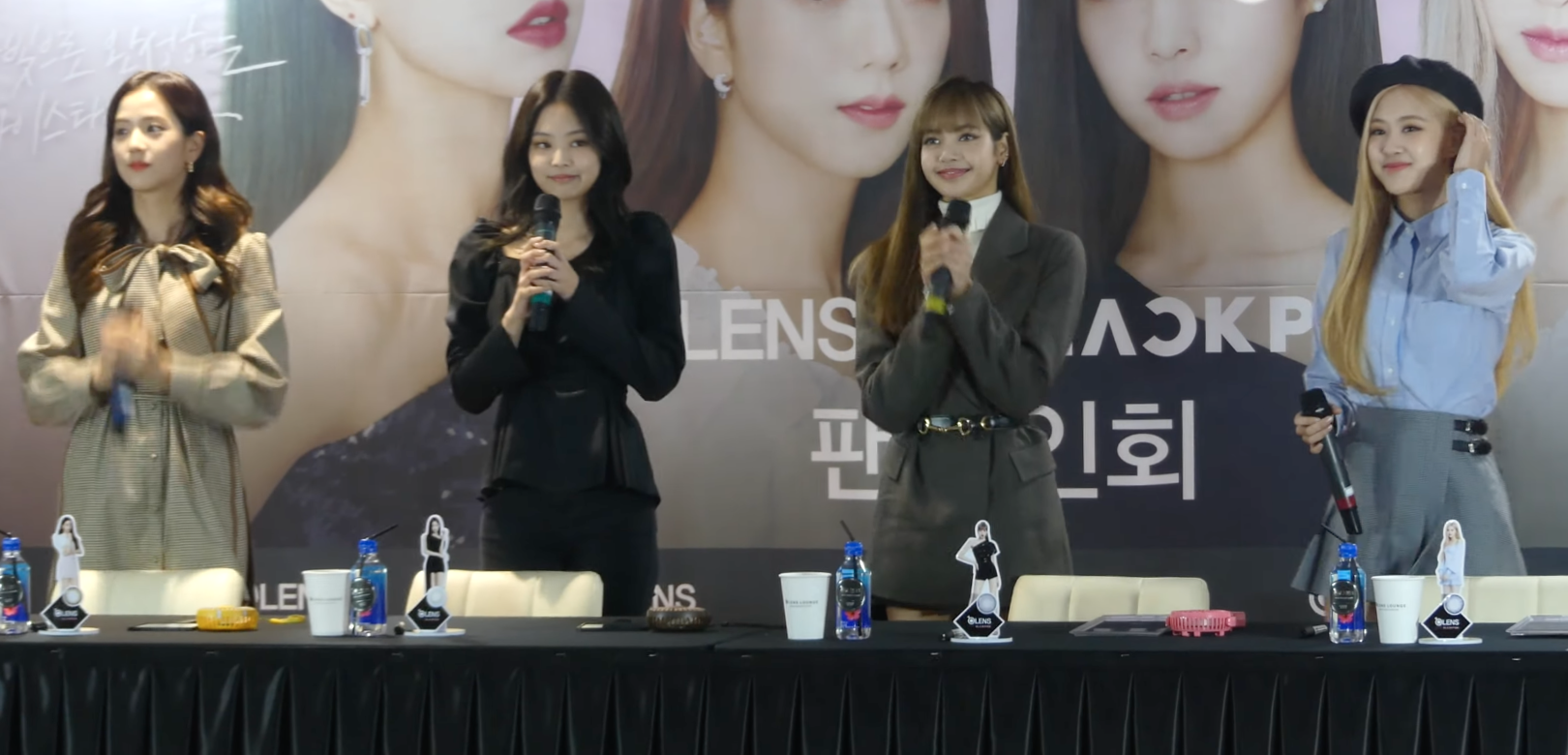
Blackpink en un evento de firmas de fans frente a la tienda Lotte World Orens en Seúl, en 2019.

En diciembre de 2018, Blackpink donó el dinero del premio de los Elle Style Awards 2018, equivalente a 20 millones de wones, a hogares monoparentales de bajos ingresos en Corea del Sur.
En abril de 2019, Blackpink donó 40 millones de wones para el Hope Bridge Association of the National Disaster Relief, a las víctimas del incendio forestal de Sokcho en Corea del Sur.
En abril de 2020, Blackpink, junto a artistas como Billie Eilish y Ariana Grande, lanzó mascarillas higiénicas a través de la empresa de merchandising Bravado, afiliada a Universal Music Group. Todos los ingresos fueron en beneficencia de la Fundación MusiCares, organización filantrópica que proporciona dinero y servicios a los músicos en una emergencia o crisis, perteneciente a The Recording Academy, que lanzó un fondo de ayuda en respuesta a la Pandemia de COVID-19 y su impacto en la industria de la música.
El 9 de diciembre de 2020, Blackpink se sumó a la campaña por la concientización sobre el cambio climático, publicando un vídeo en el que las miembros hablan de la importancia del tema, en el marco de la Conferencia de las Naciones Unidas sobre el Cambio Climático de 2021, también conocida como COP26, la cual se lleva a cabo en Glasgow, Escocia, del 1 al 12 de noviembre de 2021.
El 25 de febrero de 2021, el grupo fue nombrado de manera oficial Embajadoras de la Conferencia de las Naciones Unidas sobre el Cambio Climático (COP26), en una ceremonia en la residencia del Embajador Británico en Seúl, Simon Smith, en donde se les entregó una carta personal escrita por el Primer Ministro del Reino Unido, Boris Johnson. «Su video reciente sobre la acción climática fue un gran éxito, siendo visto por más de 10 millones de personas en las redes sociales. El cambio climático es el tema más importante de nuestro tiempo, y es fantástico que hayan elegido este momento para prestar su voz a este tema tan crítico», señaló Johnson.
El 8 de julio de 2021, tras el anuncio de la colaboración entre Blackpink y la compañía Starbucks en Tailandia para el lanzamiento de productos y mercadería exclusiva, se informó que parte de las ganancias irían en apoyo y reconocimiento a la dedicación y compromiso del personal médico afectados en la lucha contra la Pandemia de COVID-19 en Tailandia, a través de la Cruz Roja de dicho país.
El 5 de agosto de 2021, y tras la incorporación del grupo a la red social Weverse, Blackpink lanzó una serie de mercadería fabricada con productos ecológicos como parte de su compromiso con el medio ambiente, a través de la tienda online Weverse Shop, siendo 44 artículos diferentes, que incluyen muebles, ropa, stickers y bolsos, hechos de poliuretano termoplástico, telas ecológicas y confecciones hechas a mano.
El 17 de septiembre de 2021, el Secretario General de las Naciones Unidas, António Guterres, anunció a Blackpink como unas de las Defensoras de los Objetivos de Desarrollo Sostenible (ODS), antes del inicio de la 76.ª Asamblea General de la ONU, con la misión de crear conciencia sobre las causas globales y a sentar las bases para un planeta próspero, pacífico y sostenible para el 2030. «Los Defensores de los ODS utilizan sus considerables esferas de influencia para llegar a nuevos electores para actuar ahora y mantener la promesa de los Objetivos de Desarrollo Sostenible para las personas y para el planeta», señaló Guterres. Junto a ellas, se nombró a otros defensores, como el Premio Nobel de la Paz Kailash Satyarthi, al presidente de Microsoft Brad Smith y a la joven activista STEM chilena Valentina Muñoz Rabanal.
El 23 de octubre de 2021, Blackpink participó en el evento Dear Earth, un especial organizado por YouTube Originals para crear conciencia sobre la protección del medioambiente, en el que dieron un mensaje y realizaron una presentación musical, siendo las únicas artistas de k-pop en presentarse, y en donde compartieron pantalla junto a personalidades como el Papa Francisco, el expresidente de Estados Unidos Barack Obama, el director ejecutivo de Google Sundar Pichai y la estrella del pop estadounidense Billie Eilish.
El 2 de noviembre de 2021, en calidad de Embajadoras de la Conferencia de las Naciones Unidas sobre el Cambio Climático de 2021 (COP26) y Defensoras de los Objetivos de Desarrollo Sostenible (ODS), las miembros de Blackpink hicieron una aparición en vídeo durante el desarrollo de la asamblea, frente a los líderes mundiales pertenecientes a la ONU, presentes en el evento. «Estamos firmes en que debemos actuar ahora con urgencia para prevenir algo mucho, mucho peor», dijo Jennie. «Esperamos que tomen las decisiones necesarias para proteger nuestro planeta ahora y para siempre", señaló Jisoo. «Todavía podemos salvar nuestro planeta, todavía podemos salvar nuestro futuro. Nosotros, Blackpink y blinks, nuestros fans, nuestra generación, nuestro mundo, estaremos mirando y esperando", agregaron.
El 10 de marzo de 2022, la Asociación Nacional de Socorro en Desastres de Hope Bridge de Corea del Sur anunció que YG Entertainment, en nombre de los grupos bajo su sello como Blackpink, Winner, iKon, entre otros, hizo una donación de 500 millones de wones para apoyar a las víctimas de los incendios forestales en Uljin, Gyeongbokgung y Samcheok, Gangwon, ocurridos en Corea del Sur.
En agosto de 2022, tras el anuncio del lanzamiento del segundo álbum de estudio de Blackpink, Born Pink, se informó que todo su embalaje de discos se realizó con papel certificado por el Consejo de Administración Forestal, papel ecológico bajo en carbono, tinta de aceite de soja y revestimiento ecológico. Además, el disco en su formato KiT también usó plástico biodegradable (PLA), y el plástico del empaque y la bolsa utilizada fue compuesta por resina ecológica extraída del almidón de maíz.
El 15 de septiembre de 2022, en el marco de la tercera reunión anual de la ONU por los Objetivos de Desarrollo Sostenible (ODS) a desarrollarse el 19 de septiembre de 2022, Blackpink en su calidad de embajadoras globales, envió un mensaje en vídeo sobre la grave situación de la crisis climática, invitando a todo el mundo a sumarse a la campaña de concientización.
El 25 de enero de 2023, Blackpink se presentó en el concierto Le Gala des Pièces Jaunes, también conocido como la Yellow Coin Gala, evento benéfico llevado a cabo en París y organizado por la organización Operation Yellow Coins y la cadena pública de televisión France Télévisions, para recaudar fondos para la Fundación Hospital, institución benéfica presidida por la primera dama de Francia, Brigitte Macron, encargada de mejorar las condiciones de los niños, niñas y adolescentes hospitalizados. El evento contó además con la presencia de otros artistas, como Pharrell Williams, Mika, Vianney y el violonchelista Gautier Capuçon.
El 22 de noviembre de 2023, las miembros de Blackpink fueron reconocidas por el Rey Carlos III del Reino Unido como Miembros Honorarios de la Orden del Imperio Británico (MBE) en una ceremonia en donde también estuvieron presentes el presidente surcoreano, Yoon Suk-yeol y la primera dama, Kim Keon-hee. Las miembros recibieron las distinciones durante una investidura privada en la Sala 1844 del Palacio de Buckingham. Los honores se otorgaron por órdenes del Gobierno del Reino Unido, luego del apoyo que el país recibió de la agrupación durante una campaña para resaltar el cambio climático.

## Miembros
- Jisoo (지수)
- Jennie (제니)
- Rosé (로제)
- Lisa (리사)

## Discografía
| Álbumes de estudio - 2020: The Album - 2022: Born Pink EP - 2018: Square Up - 2019: Kill This Love Álbumes sencillos - 2016: Square One - 2016: Square Two Álbumes en vivo - 2019: Blackpink 2018 Tour 'In Your Area' Seoul - 2021: Blackpink 2021 'The Show' Live | Álbumes de estudio - 2018: Blackpink In Your Area - 2019: Kill This Love -JP Ver.- - 2021: The Album -JP Ver.- EP - 2017: Blackpink Reediciones - 2018: Re: BLACKPINK Álbumes en vivo - 2019: Blackpink Arena Tour 2018 'Special Final In Kyocera Dome Osaka' - 2020: Blackpink 2019-2020 World Tour In Your Area -Tokyo Dome- |

## Videografía
| Año  | Título                              | Álbum          | Director       |
| ---- | ----------------------------------- | -------------- | -------------- |
| 2016 | «Whistle» (휘파람)                  | Square One     | Beomjin J      |
| 2016 | «Boombayah» (붐바야)                | Square One     | Seo Hyun-seung |
| 2016 | «Playing With Fire» (불장난)        | Square Two     | Seo Hyun-seung |
| 2016 | «Stay»                              | Square Two     | Han Sa-min     |
| 2017 | «As If It's Your Last» (마지막처럼) | s/a            | Seo Hyun-seung |
| 2018 | «Ddu-Du Ddu-Du» (뚜두뚜두)          | Square Up      | Seo Hyun-seung |
| 2019 | «Kill This Love»                    | Kill This Love | Seo Hyun-seung |
| 2020 | «How You Like That»                 | The Album      | Seo Hyun-seung |
| 2020 | «Ice Cream» (ft. Selena Gomez)      | The Album      | Seo Hyun-seung |
| 2020 | «Lovesick Girls»                    | The Album      | Seo Hyun-seung |
| 2022 | «Ready For Love»                    | Born Pink      | -              |
| 2022 | «Pink Venom»                        | Born Pink      | Seo Hyun-seung |
| 2022 | «Shut Down»                         | Born Pink      | Seo Hyun-seung |
| 2023 | «The Girls»                         | s/a            | -              |

## Filmografía

### Documentales
| Año  | Título                            | Cadena/Productora | Notas                                           | Ref.    |
| ---- | --------------------------------- | ----------------- | ----------------------------------------------- | ------- |
| 2020 | Coachella: 20 years in the desert | YouTube Originals | Participación del grupo en Coachella 2019       | [ 310 ] |
| 2020 | Blackpink: Light Up the Sky       | Netflix           | Detalles de la historia del grupo               | [ 311 ] |
| 2021 | Blackpink: The Movie              | YG Entertainment  | Película documental sobre la historia del grupo | [ 312 ] |

### Series documentales
| Año  | Título                             | Cadena/Productora | Notas                                            | Ref.    |
| ---- | ---------------------------------- | ----------------- | ------------------------------------------------ | ------- |
| 2021 | Legendary Stage Archive K          | SBS               | Serie documental sobre el k-pop. Ep. 1           | [ 313 ] |
| 2021 | Next Entertainment, 2020 Visionary | tvN               | Serie documental sobre los 2020 Visionary. Ep. 5 | [ 314 ] |

### Docu-realities
| Año       | Título                | Cadena/Productora | Episodios | Notas                                          | Ref.    |
| --------- | --------------------- | ----------------- | --------- | ---------------------------------------------- | ------- |
| 2018      | Blackpink House       | JTBC              | 12        | Primer reality del grupo                       | [ 315 ] |
| 2019      | Blackpink Diaries     | V Live            | 16        | Seguimiento al World Tour 2018-2020            | [ 316 ] |
| 2020      | 24/365 with Blackpink | YouTube           | 17        | Seguimiento al grupo y preparación de su álbum | [ 317 ] |
| 2022-2023 | Born Pink Memories    | YouTube           | 34        | Seguimiento al Born Pink World Tour            | [ 318 ] |

## Giras musicales
| Giras musicales - 2018: Blackpink Arena Tour - 2018-2020: Blackpink World Tour (In Your Area) - 2022-2023: Born Pink World Tour - 2025: Deadline World Tour | Conciertos - 2017: Blackpink Japan Premium Debut Showcase - 2018: Blackpink Tour (In Your Area) Seoul x BC Card - 2021: Blackpink: The Show - 2022: Blackpink: The Virtual |

## Premios y nominaciones

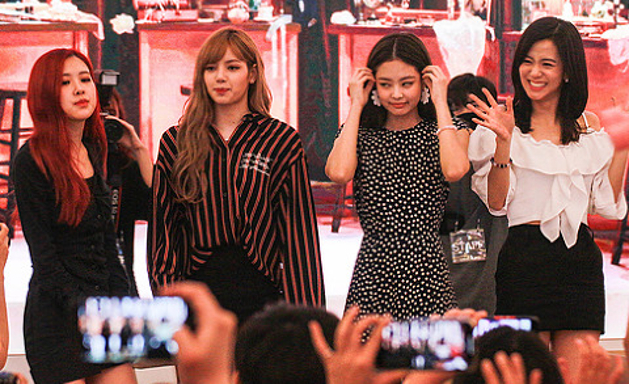
Blackpink en un evento de firmas en 2018.

Tras seis meses desde su debut, Blackpink fue galardonado con el premio a Mejor Artista Nuevo en cinco de las ceremonias de premios musicales más importantes de Corea del Sur: Asia Artist Awards, Gaon Chart Music Awards, Golden Disk Awards, Melon Music Awards y Seoul Music Awards, mientras que en los premios Mnet Asian Music Awards fue premiado el vídeo musical de su canción debut, «Whistle». El año 2018, recibió su primer premio Bonsang en los Seoul Music Awards y fue galardonada con dos importantes premios en Japón, el de Mejor Artista Nuevo en los Japan Gold Disc Award y Mejor Vídeo de Baile en los MTV Video Music Awards Japan por su canción «Ddu-Du Ddu-Du». Además, obtuvo tres nominaciones en los Teen Choice Awards de Estados Unidos.
El año 2019, con el lanzamiento de su miniálbum Kill This Love, recibió nominaciones como mejor grupo en los MTV Video Music Awards, MTV Europe Music Awards, MTV Millennial Awards, MTV Millennial Awards Brasil, Nickelodeon Kids' Choice Awards y Nickelodeon Kids' Choice Awards México, y logró quedarse con sus primeros cinco premios internacionales más importantes, siendo tres en los People's Choice Awards, como el Mejor Grupo, Mejor Vídeo Musical («Kill This Love») y Mejor Gira de 2019 por su tour Blackpink World Tour (In Your Area); un premio en los Teen Choice Awards por su canción «Ddu-Du Ddu-Du»; y el premio a Mejor Artista Coreano y Japonés del Año en los Tencent Music Entertainment Awards de China. Ese mismo año además, la revista Forbes Korea en su lista anual Korea Power Celebrity de las celebridades más importantes del país, las ubicó en el primer lugar, mientras que la misma revista en su edición norteamericana las incluyó en su lista anual 30 Under 30, y la revista Time las hizo parte de su lista de personas influyentes de fin de año Time 100 Next.

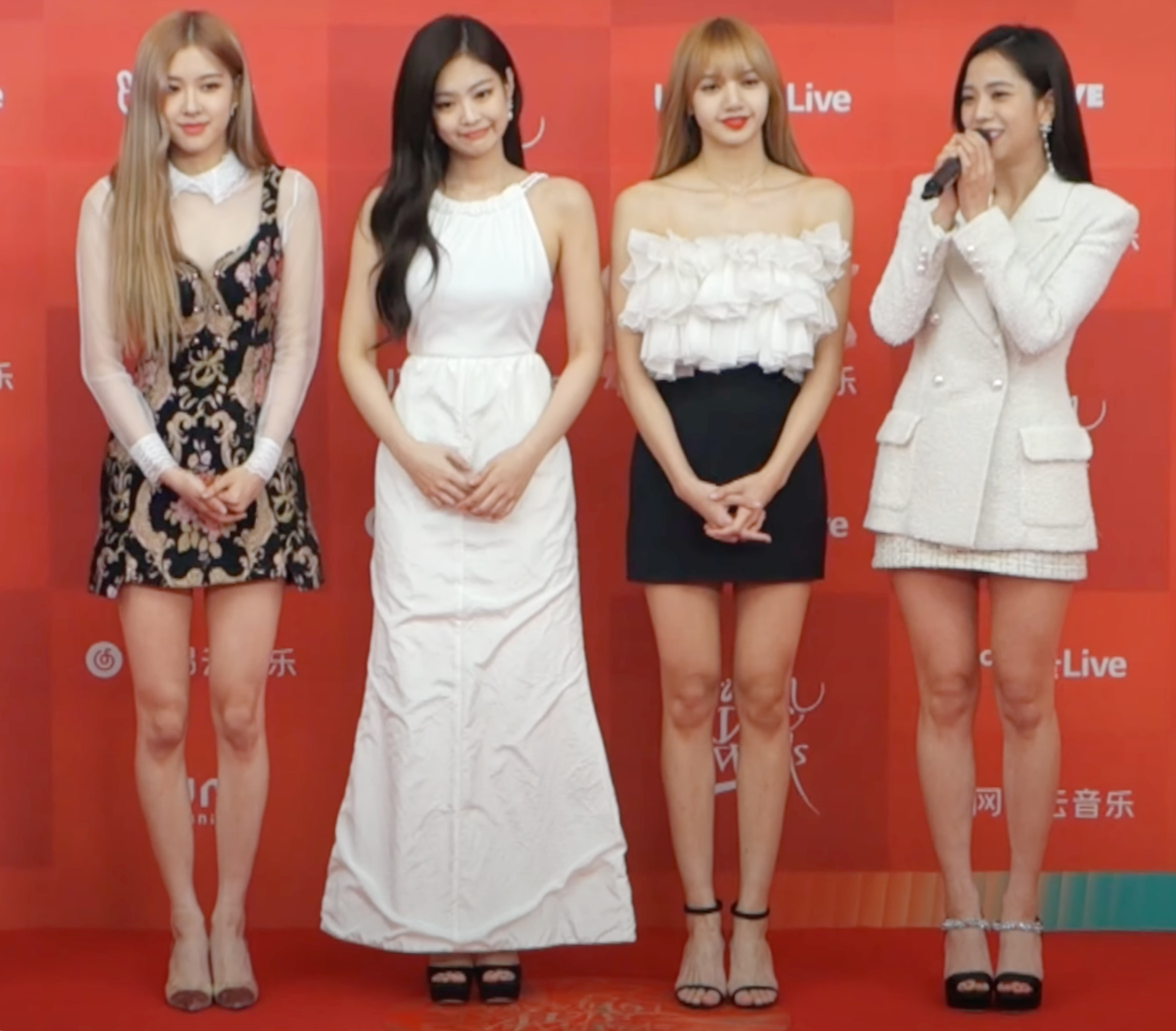
Blackpink hablando en los Golden Disc Awards de 2019.

En el 2020, año consagratorio para el grupo con el lanzamiento de su primer álbum de estudio titulado The Album, recibió tres premios en los nacientes APAN Music Awards de Corea del Sur, incluyendo el de Mejor Grupo Femenino; fueron reconocidas en China como el Grupo del Año y el Álbum del Año en los Asian Pop Music Awards y con el premio a Grupo del extranjero más popular del año en los Boom Boom Awards; fueron premiadas en una de las dos nominaciones obtenidas en los IHeartRadio Music Awards de EE. UU. por su canción «Kill This Love»; fueron premiadas por primera vez con el reconocimiento a Mejor Grupo Femenino en los Mnet Asian Music Awards; y obtuvieron su primer MTV Video Music Awards con «How You Like That» como la Canción del Verano. Además, la plataforma Spotify las premió como el Grupo K-Pop Femenino más escuchado en los Spotify Awards, mientras que la revista internacional Variety las reconoció con el premio a Mejor Grupo del Año en sus premios anuales Variety Hitmakers. A finales de 2020, Blackpink fue una de las nominadas al tradicional reconocimiento Person of the Year de revista Time, además de ser premiadas como una de las diez figuras "Visionarias 2020", seleccionadas por la compañía de entretenimiento surcoreana CJ E&M, como «inspiradoras para el público global con su trabajo pionero en la cultura pop coreana en 2020».
El año 2021, Blackpink fue reconocido como el Mejor Grupo Nuevo en los Gold Derby Music Awards, premiación otorgada por Gold Derby a las predicciones del año propuestas por los principales medios especializados de EE. UU. y obtuvo su primera nominación a los Billboard Music Awards en la categoría Top Social Artist. Fue reconocida también en los importantes premios de publicidad Clio Awards por el vídeo musical de la canción «Ice Cream» junto a Selena Gomez, además de obtener un nuevo premio Bonsang en Corea del Sur, esta vez por su álbum de estudio en los Golden Disk Awards. También fueron reconocidas como el Mejor Grupo Femenino por el Comité de Marcas de Consumidores de Corea en los Korean First Brand Awards.
En mayo de 2022, la Fundación Gold House incluyó a Blackpink en el Salón de la Fama de su lista A100, donde destacan a los asiáticos más impactantes del año en los ámbitos de la cultura, política, tecnología, deporte y entretenimiento, compartiendo honores con personajes como Mindy Kaling, Simu Liu, Hoyeon Jung y Olivia Rodrigo, entre otros. Al finalizar el año 2022, el grupo recibió numerosos premios y nominaciones, principalmente por su álbum Born Pink y sus dos sencillos principales «Pink Venom» y «Shut Down», donde destacó el Gran Premio Daesang para cantantes en los Seoul Success Awards; el premio a Mejor Grupo Internacional en los MTV Video Music Awards Japan; dos premios a Mejor Metaverso por su concierto en línea Blackpink: The Virtual tanto en los MTV Video Music Awards 2022 como en los MTV Europe Music Awards; tres premios en los MAMA Awards, incluyendo el de Mejor Grupo Femenino y Mejor Vídeo Musical del año; catorce galardones sumados entre dos de las premiaciones más importantes de Chine, los China Year End Awards y los premios Asian Pop Music Awards; además de una nominación por primera vez a los Premios American Music como artista de K-Pop favorito. Además, el grupo fue reconocido por la revista Forbes Korea por segundo año consecutivo como la segunda celebridad más poderosa de Corea del Sur en su lista anual Korea Power Celebrity, mientras que la revista estadounidense Time las escogió como el Artista del Año.
Blackpink además suma premios y reconocimientos en países como Alemania, Brasil, Reino Unido, Malasia, Hong Kong y Tailandia, entre otros. Además, ha cosechado 60 primeros lugares a lo largo de su carrera en los programas de televisión de música de Corea del Sur.

### Récords Guinness
Luego del lanzamiento de su canción «Kill This Love» el 4 de abril de 2019, el grupo batió tres Récords Guinness al día siguiente, convirtiéndose en el vídeo de YouTube más visto en 24 horas, el vídeo de música de YouTube más visto en 24 horas y el vídeo de música de YouTube más visto en 24 horas de un grupo K-Pop, con 56,7 millones de visitas. Un año después, volvió a conseguir los mismos tres récords con su canción «How You Like That», además de dos nuevas marcas mundiales, las de más vistas para la premiere de un vídeo de YouTube y la de más vistas para la premiere de un vídeo musical de YouTube, con 86,3 millones de visitas.
La agrupación también posee los récords vigentes como el grupo musical con más suscriptores en YouTube desde el 8 de septiembre de 2019, por sobre grupos como One Direction y Maroon 5; y el de artista musical femenino con más suscriptores en YouTube desde el 21 de julio de 2020, superando a artistas como Ariana Grande, Taylor Swift y Billie Eilish.
En 2022, el Libro Guinness de los récords otorgó tres nuevas marcas mundiales a Blackpink: el de Primer ganador a Mejor interpretación de Metaverso en los MTV Video Music Awards, conseguido en agosto del mismo año; el de Primer grupo femenino de K-Pop en alcanzar el N.º 1 en la lista de álbumes del Reino Unido; y el récord al Primer grupo femenino de K-Pop en alcanzar el N.º 1 en la lista de álbumes de EE. UU., estos dos últimos por su álbum Born Pink, lanzado el 16 de septiembre de 2022.